# Unidos do Viradouro
Grêmio Recreativo Escola de Samba Unidos do Viradouro (popularmente referida apenas como Viradouro ou Unidos do Viradouro) é uma escola de samba brasileira, da cidade de Niterói, mas que há muitos anos participa do Carnaval da cidade do Rio de Janeiro. Oriunda do bairro do Viradouro, atualmente está sediada na Avenida do Contorno, no bairro do Barreto.
Foi campeã do Grupo Especial três vezes, em 1997, 2020 e 2024. Venceu a Série Ouro em 1990 (quando era denominado Grupo 1), 2014 e 2018 (à época denominada Série A) e a Série Prata em 1989 (na época chamado de Grupo 2). Durante muitos anos disputou a hegemonia do carnaval de sua cidade com a Cubango, se sagrando campeã por dezoito vezes. Em 2011, as duas se reencontraram competindo entre si após 24 anos, quando disputaram o Grupo de Acesso A naquela oportunidade.

## Nome, símbolo, cores, padroeiros e escola-madrinha
A Unidos do Viradouro tem seu nome em referência ao seu lugar de origem. São símbolos da agremiação uma coroa com ramos de folhas ao lado; e um aperto de mãos interracial, simbolizando a união de seus componentes. A Viradouro foi fundada com as cores azul e rosa, inspiradas na vestimenta de Nossa Senhora Auxiliadora, a padroeira da escola. Perto de onde a agremiação foi fundada, no bairro de Santa Rosa, está erguida a Basílica de Nossa Senhora Auxiliadora. Por este motivo, a santa foi escolhida para apadrinhar a escola. A Viradouro foi fundada no dia de São João Batista, padroeiro da cidade de Niterói. Por isso, o santo também foi escolhido para ser o padroeiro da agremiação.
A Portela é a escola-madrinha da Unidos do Viradouro. Natal da Portela e a comitiva portelense foram batizar a escola de samba de Niterói ainda em sua primeira quadra, na Garganta. A Velha Guarda da Viradouro também é batizada pela Velha Guarda da Portela.
Troca de cores
Em seus primórdios, as escolas de samba utilizavam majoritariamente fantasias e adereços nas cores da própria agremiação. A Fábrica Matarazzo, de São Paulo, fabricava tecidos em cetim na tonalidade usada pela Viradouro. Com o fechamento da fábrica, a escola teve que recorrer a fornecedores diferentes e começou a ter dificuldades para encontrar quantidade suficiente de tecidos na mesma tonalidade para seus desfiles. Naquela época, havia respeito às cores originais da escola e os adversários chegaram a acusar a Viradouro de desfilar com roupas e alegorias reaproveitadas de anos anteriores. Sentindo que as notas dos jurados começavam a refletir esse pensamento, a diretoria da escola decidiu, após o carnaval de 1970, trocar as cores azul e rosa. A partir de 1971, a Unidos do Viradouro adotou as cores vermelho e branco. No mesmo ano, voltou a vencer o campeonato de Niterói.

## Bandeira
A bandeira da escola tem forma retangular. A versão utilizada desde que a Viradouro passou a disputar o carnaval carioca, possui 16 raios de cores intercaladas (oito brancos e oito vermelhos) partindo do centro do pavilhão em direção às extremidades, em formação similar à siemens star. No centro da bandeira, há duas circunferências concêntricas. Na circunferência maior, encontra-se a inscrição "G.R.E.S." (na parte superior) e "UNIDOS DO VIRADOURO" (na parte inferior). Dentro da circunferência maior, há outra circunferência, onde localizam-se os símbolos da escola - a coroa (em cima) e o desenho de um aperto de mãos interracial (embaixo), entre dois ramos de folhas (um em cada lado). Acima da coroa, há uma estrela. Abaixo da circunferência, próximo à borda inferior da bandeira, está inscrito o ano de confecção da mesma.

## Lugar de origem

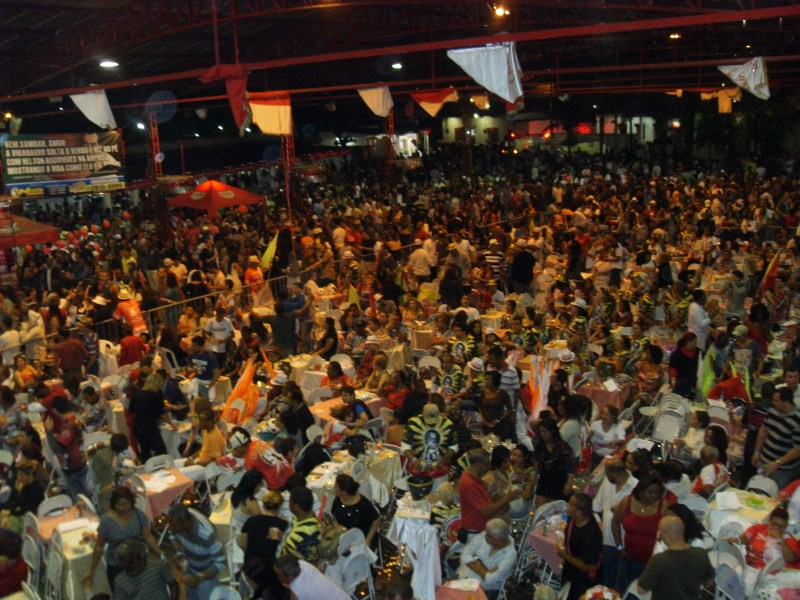
Quadra da Unidos do Viradouro durante a final de samba-enredo em 2011

A Unidos do Viradouro foi criada em Viradouro, no município de Niterói, no estado do Rio de Janeiro. Na época de fundação da escola de samba, o logradouro ainda não era um bairro, e sim um prolongamento do bairro de Santa Rosa, localizado entre o Morro do Africano e o Morro da União, no trecho conhecido como Garganta, na subida do Morro da União. O Viradouro recebeu esse nome pois era o local onde os bondes faziam a virada de retorno. Até a década de 1950, o local era habitado por poucas famílias. A partir dos anos de 1960, a população aumentou significativamente. Ao final da década de 1970 é fundada a Associação de Moradores do Viradouro, abrangendo as áreas do Morro da União, Africano e Alarico de Souza, e, mais tarde, associada à Federação das Associações de Moradores de Niterói (FAMNIT). No ano de 1986, o Viradouro deixou de ser uma extensão de Santa Rosa, passando a ser considerado como bairro pela Prefeitura de Niterói.
No início do Século XX, o carnaval de Niterói era comemorado com desfiles de blocos carnavalescos, banhos de mar à fantasia, batalhas de confete e bailes carnavalescos. Em meados da década de 1930, começaram a surgir as primeiras escolas de samba. Na época, não haviam desfiles oficiais em Niterói, e as agremiações apresentavam-se apenas em seus próprios bairros ou em eventos pela cidade. O primeiro concurso oficial foi realizado pela Prefeitura da cidade em 1946. O primeiro desfile foi realizado na Rua Visconde do Uruguai. Com o passar dos anos, o desfile tomou proporções maiores, com o aumento do número de escolas e de público, tendo sido considerado, durante algum tempo, o segundo maior concurso de escolas de samba do Brasil, atrás apenas dos desfiles do Rio de Janeiro.

## História
A fundação da Viradouro foi ideia de Nelson dos Santos, conhecido como Nelson Jangada. O sambista morava na Rua Capitão Roseira, no Viradouro, e promovia rodas de samba e batucada no quintal de sua casa. Apaixonado por samba e carnaval, Jangada frequentava o bloco União do Viradouro. Após se desentender com dirigentes da agremiação, o sambista resolveu se desligar e fundar uma escola de samba. Para isso, reuniu amigos e foliões da região, além de jogadores e torcedores de um time de futebol da localidade. A Unidos do Viradouro foi fundada em 24 de junho de 1946 por Nelson Jangada, Nelson Braga, Roque Soares, Paulo Braga, Juci, Ataíde, Ercília Guedes, Maria Ana, Oto Braga, Telinho, Lindolfo dos Santos, Otacílio Nascimento, Ito Machado Villaça Guedes, entre outros.

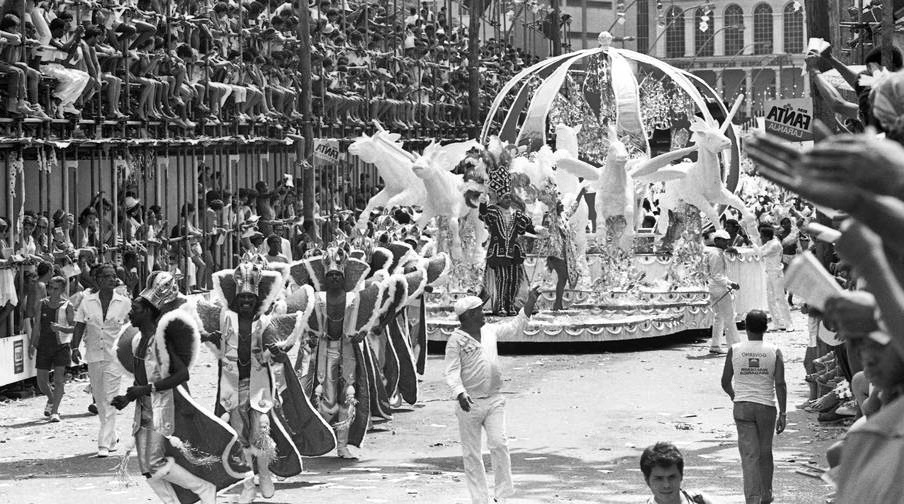
A Viradouro se despediu do carnaval de Niterói em 1985

A escola disputou os desfiles de Niterói por 39 anos (1947 a 1985), porém, nesse período, veio ao Rio de Janeiro algumas vezes (64 e 65), conseguindo não mais que um 26º lugar (último) na terceira divisão.
Após ser campeã niteroiense por dezoito vezes, a Viradouro resolveu tentar a sorte novamente no Rio em 1986. Fez bons desfiles nos grupos inferiores, sendo campeã do Grupo 2 em 1989 com o enredo "Mercadores e Mascates" e campeã do Grupo 1 no ano seguinte com "Só Vale o Escrito", chegando ao Grupo Especial em 1991.

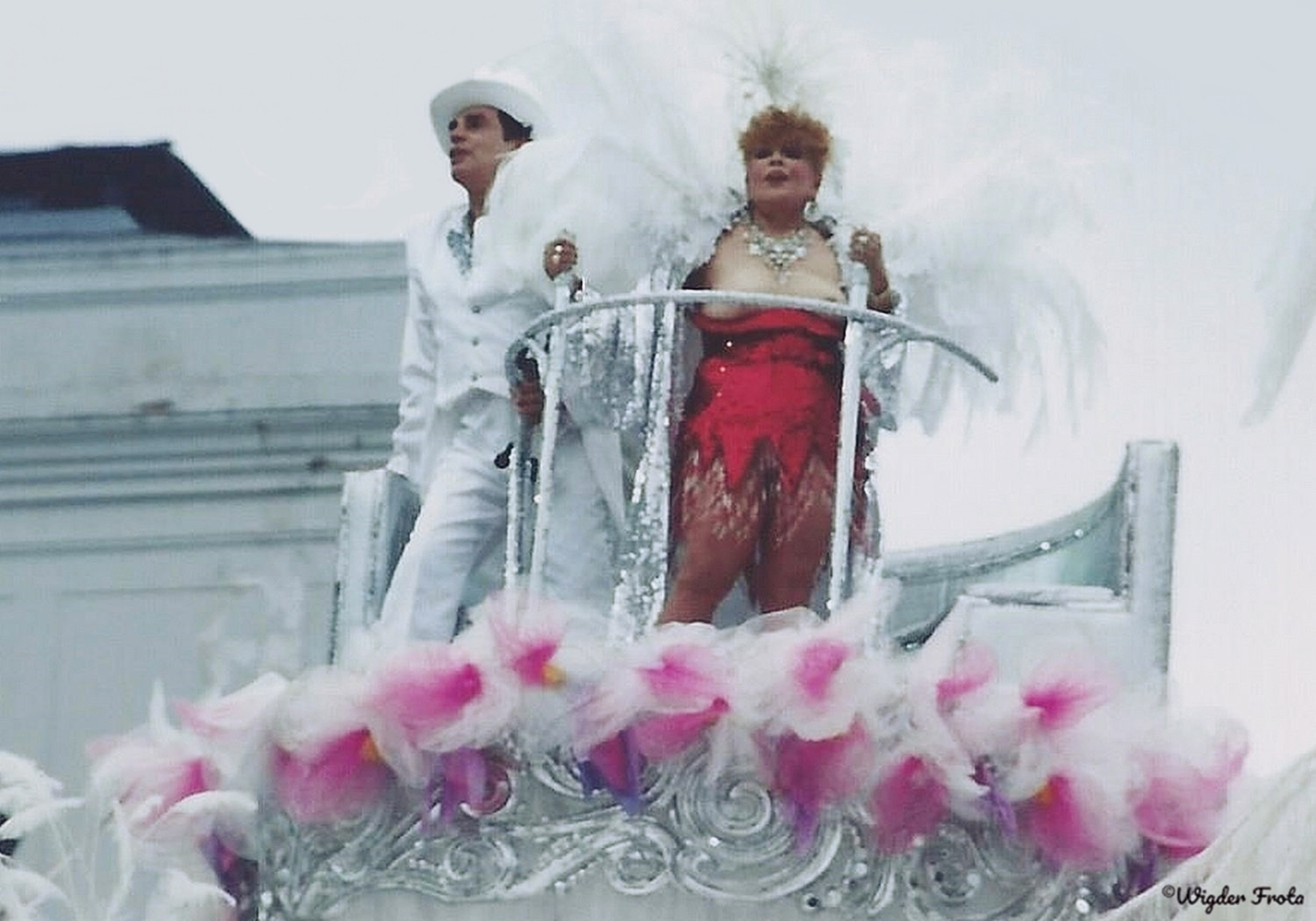
A Viradouro homenageou Dercy Gonçalves em 1991

Fazendo seu desfile de estreia na elite do carnaval carioca com uma homenagem à atriz Dercy Gonçalves, a escola surpreendeu e chegou em 7º lugar, à frente da Mangueira e da Vila Isabel, no ano em que o Império Serrano foi rebaixado. A escola teve a mesma quantidade de pontos da 4ª colocada, Beija-Flor, e pelos critérios de desempate, a escola acabou caindo para a 7ª posição. No desfile, considerado pela crítica como muito bonito, a homenageada desfilou no alto do primeiro carro alegórico, com os seios à mostra.

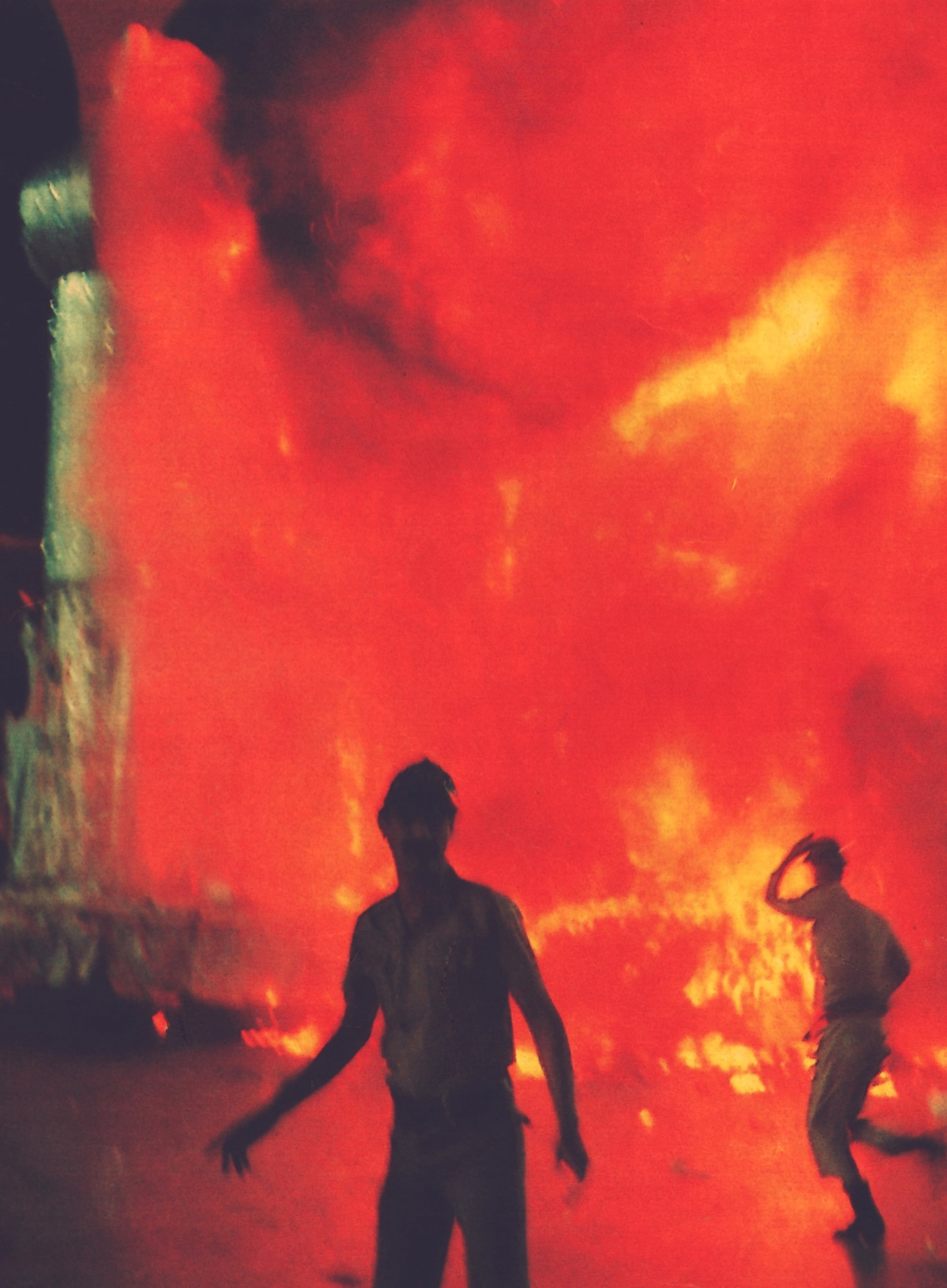
O desfile da Viradouro em 1992 foi marcado por um incêndio em uma das alegorias

Em 1992, apresentou o enredo "E a magia da sorte chegou", enredo de autoria de Max Lopes, e que contava a história dos ciganos. A escola fez um dos melhores desfiles de sua história. Todavia, dois incidentes ocorreram. O primeiro foi quando descompasses em evolução, em um casal no carro do Egito, que fez a escola correr para que não estourasse o tempo. O segundo foi em um dos mais belos carros daquele ano, que homenageava a Sibéria e trazia vários huskies siberianos, que pegou fogo. No momento do incêndio, o desfile estava em seus minutos finais. A decisão dos bombeiros foi esperar o carro queimar por completo para iniciar o combate ao fogo. Enquanto isso, um imenso rastro de fumaça cobria a Sapucaí. Durante este tempo, a escola ficou parada, até o momento do combate ao fogo. Por fim, a escola estourou o tempo em 13 minutos, o que resultou na perda de 13 pontos. Foram esses pontos perdidos que levaram a escola para a 9ª posição. Diante do incêndio, a escola ainda perdeu pontos no quesito Evolução. Como o incêndio foi causado por curto-circuito e não por problemas técnicos, não houve punição para o caso específico.
Max Lopes ainda se manteve na escola em 1993 obtendo o 7° lugar com o enredo "Amor, Sublime Amor", mas em 1994 a Viradouro traria Joãosinho Trinta, que se afastara da Beija-Flor há dois anos. Logo em sua estreia, com o enredo em homenagem a Teresa de Benguela, o carnavalesco obteve o 3º lugar, melhor resultado da escola até então. Depois, obteve dois maus resultados, classificando-se na 8ª em 1995 com "O Rei e os três espantos de Debret" e na 13ª posição em 1996 com "Aquarela do Brasil ano 2000".

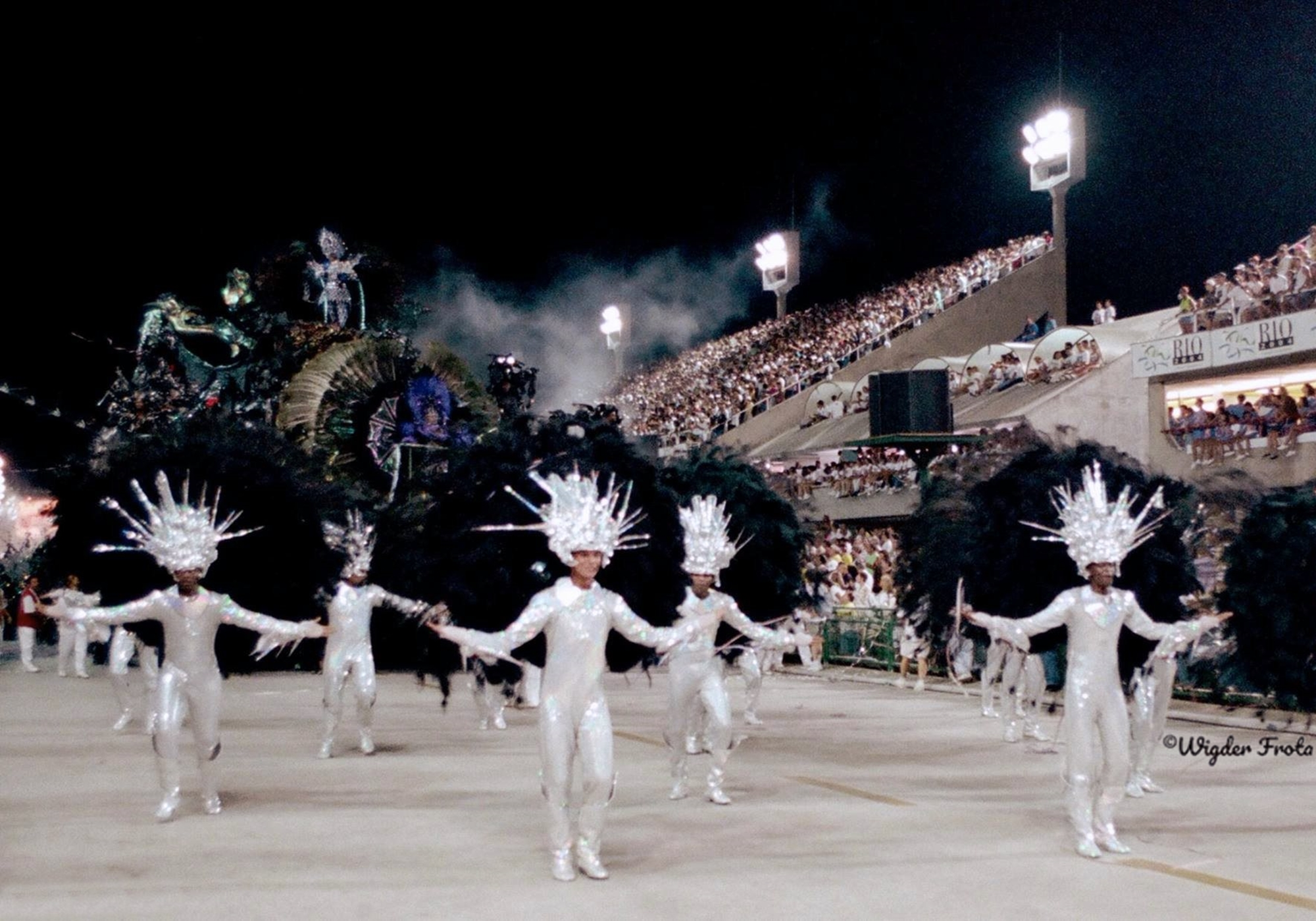
O desfile de 1997 rendeu o primeiro título para a Viradouro no carnaval carioca

Após o péssimo resultado de 1996, quando quase foi rebaixada, a Viradouro tinha o objetivo de conseguir chegar ao Desfile das Campeãs. Mas o resultado final foi mais generoso e deu o primeiro título à escola de Niterói. Com Dominguinhos do Estácio como intérprete oficial e o enredo "Trevas, luz, a explosão do Universo", a Viradouro levou para a avenida um bonito jogo de cores, contrastando o preto e o branco, o claro e o escuro. Um dos destaques deste desfile foi a bateria ter tocado a "paradinha" com alguns compassos em ritmo de funk, sob o comando de Mestre Jorjão. Na época houve críticas de alguns outros mestres de bateria, que não gostaram da novidade.
No ano seguinte, a escola apresentou o enredo "Orfeu, o Negro do Carnaval", baseado no filme de mesmo nome, que misturava mitologia grega à realidade social brasileira. Naquele ano a escola esperava repetir o sucesso do ano anterior, mas somente conseguiu um quinto lugar, o que a levou a protestar no desfile das campeãs, com alguns de seus integrantes inclusive usando narizes de palhaço. A partir daí, a escola conseguiu sempre chegar ao Desfile das Campeãs, exceto em 2005, quando ficou na 8º posição.

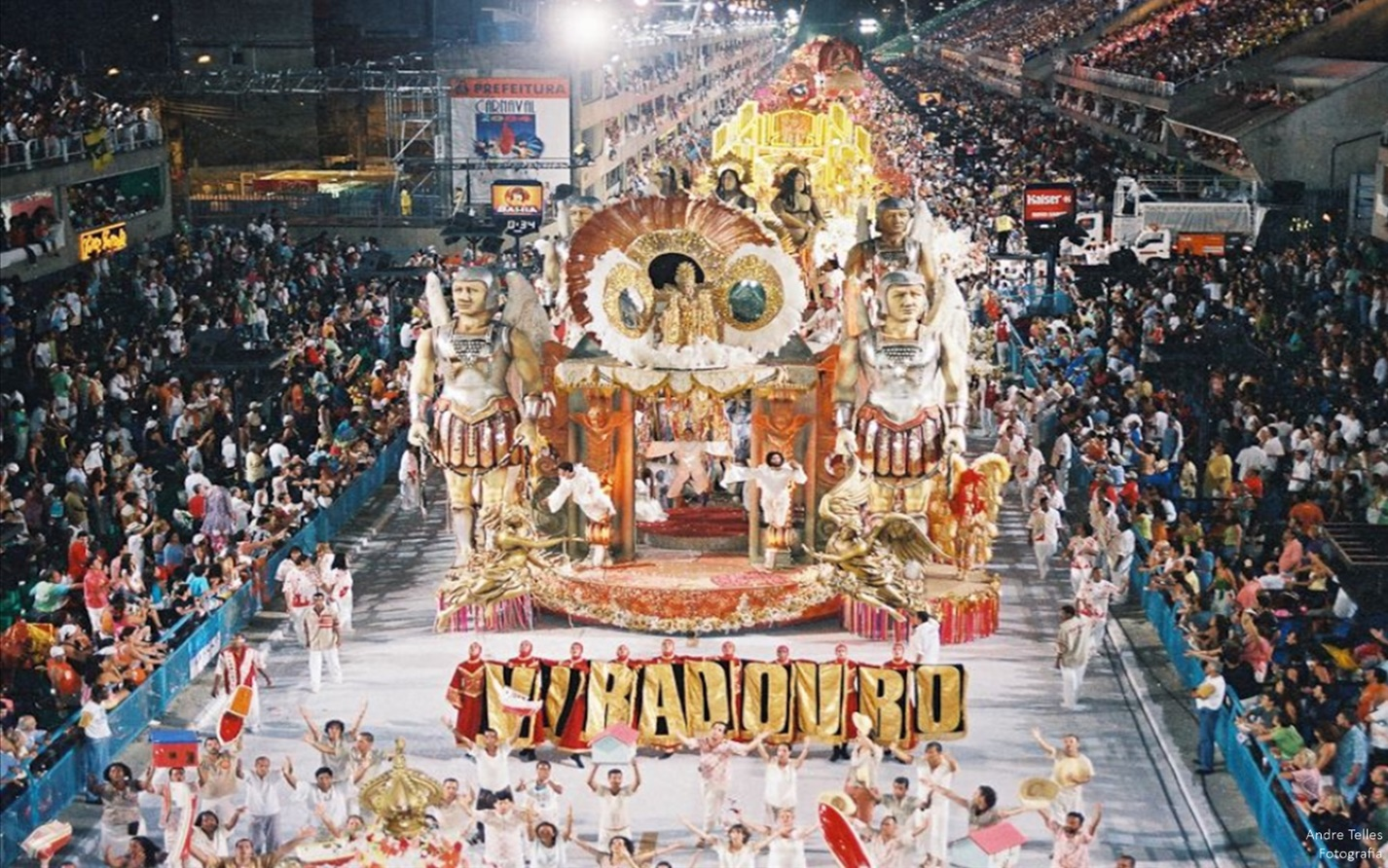
Desfile da Viradouro em 2004 retratando o Círio de Nazaré

Em 2004 a escola do bairro do Barreto reeditou "A festa do Círio de Nazaré", enredo da Unidos de São Carlos apresentado em 1975, inicialmente a proposta da escola era um enredo inédito sobre a romaria Paraense, porém o então presidente José Carlos Monassa à época interrompeu a disputa de samba-enredo da escola e anunciou a reedição do samba estaciano. Se o critério de descarte da nota mais baixa fosse aplicado nessa época, a escola teria sido campeã do carnaval daquele ano, com 299, 8 pontos se descontadas todas as notas minimas de cada quesito, exceto bateria que teve as notas de um julgador anuladas por quebra de sigilo.
Em agosto de 2005, a escola perdeu seu presidente, o bicheiro José Carlos Monassa Bessil, que faleceu em decorrência de uma hemorragia provocada por uma úlcera estomacal. Para sua sucessão, foi eleito o advogado Marco Lira Em 2006, a escola apresentou o enredo "Arquitetando Folias" e com um lindo desfile a escola disputou o título com Grande Rio e Vila Isabel, mas terminou em 3° lugar.

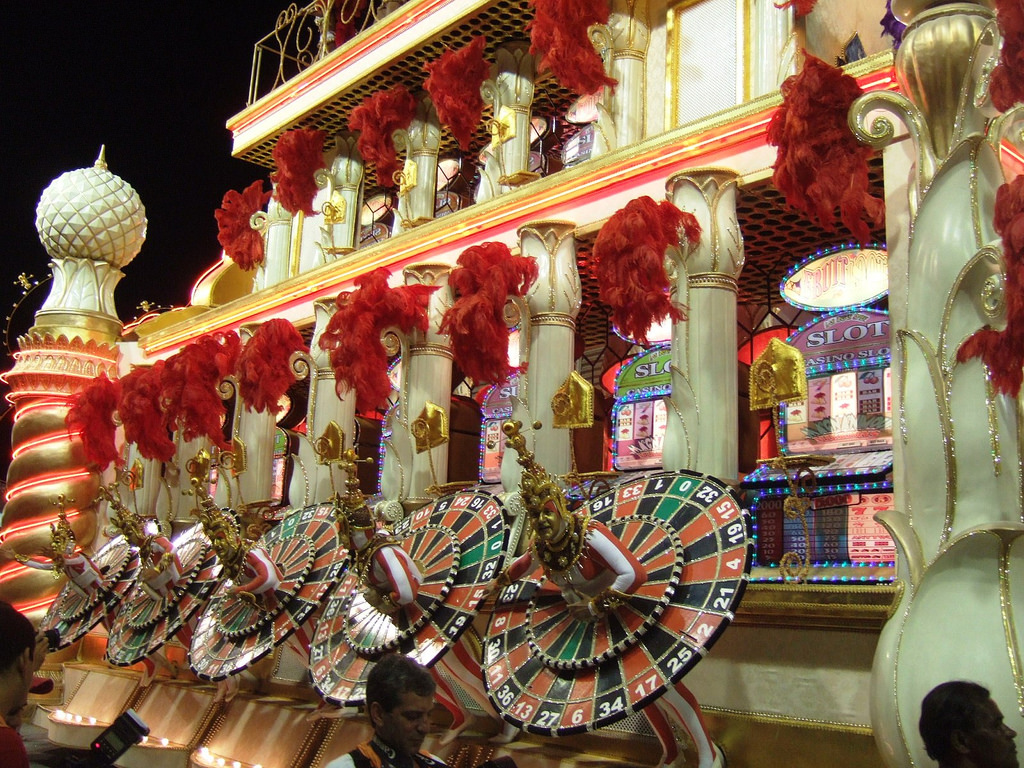
Detalhe de uma alegoria da Viradouro em 2007

Em 2007, a agremiação de Niterói apostou todas as fichas no talento do carnavalesco Paulo Barros, ao trazer o enredo "A Viradouro vira o jogo", tentando repetir o sucesso que o mesmo alcançara anos antes na Tijuca. O carnavalesco colocou a bateria em cima de um carro alegórico, um grande tabuleiro de xadrez; esta, conduzida pelo Mestre Ciça, tendo a frente como rainha de bateria Juliana Paes, desceu do carro em plena avenida. O samba, mesmo não sendo considerado pela crítica como um dos melhores, era animado e dizia no refrão "esse jogo vai virar, eu quero ser, o vencedor", tendo sido cantado por torcidas organizadas de futebol meses após o carnaval, fenômeno que não acontecia desde o "Ita" do Salgueiro, em 1993. Mesmo assim, o resultado mais uma vez ficou abaixo do esperado. Em 2008, a escola começou o ano com seu presidente sofrendo um atentado, num ano em que levou para a avenida o enredo "É de Arrepiar!", que falava sobre as diversas sensações sentidas pelo ser humano, que lhe causariam arrepios, tais como frio, prazer sexual, emoção de um modo geral, medo, nojo e aversão à maldade. Para tanto, a agremiação trocou de intérprete, e diretores de carnaval e de harmonia. A comissão de frente, trouxe homens de gelo, inspirados no personagem inimigo do Batman, que desciam de uma pista de esqui, improvisada sobre o carro abre-alas. Mas o desfile veio incompleto, pois um dos carros alegóricos, que representaria as vítimas do Holocausto, foi proibido pela justiça após ação proposta por grupos judaicos, que consideraram o carro ofensivo. Indignado, o carnavalesco argumentou que não se poderia censurar a história, e o samba não seria menos digno para contar uma história real do que foram os filmes, como "A Lista de Schindler". com a proibição, todas as esculturas foram destruídas, e o carro alegórico passou todo coberto pelo desfile, o que certamente custou pontos à escola, que obteve as seguintes notas: 9.6 / 9.9 / 9.8 / 9.9, ou seja, nenhuma nota máxima no quesito. Novamente, a agremiação acabava fora do desfile das campeãs, no entanto, se a regra de descarte da nota mais baixa já valesse, ela chegaria em sexto lugar, a frente da Imperatriz Leopoldinense.

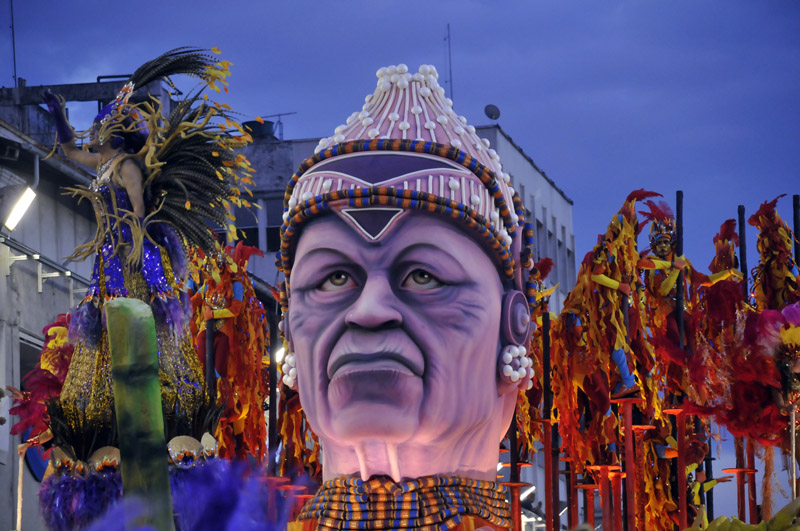
Desfile da Viradouro em 2009

Com a recusa de Paulo Barros em fazer um carnaval um pouco mais tradicional e luxuoso, o que fugiria de seu estilo, este acabou sendo demitido da Viradouro, que para o seu lugar contratou, para o carnaval de 2009, o carnavalesco Milton Cunha, que retornou à agremiação. A escola trouxe também novo intérprete: David do Pandeiro, que estava na Santa Cruz. Ainda em 2008, após o carnaval, houve nova eleição para a presidência da escola. Cogitou-se a candidatura de Luma de Oliveira, mas o então mandatário Marco Lira foi reeleito.

### Década de 2010

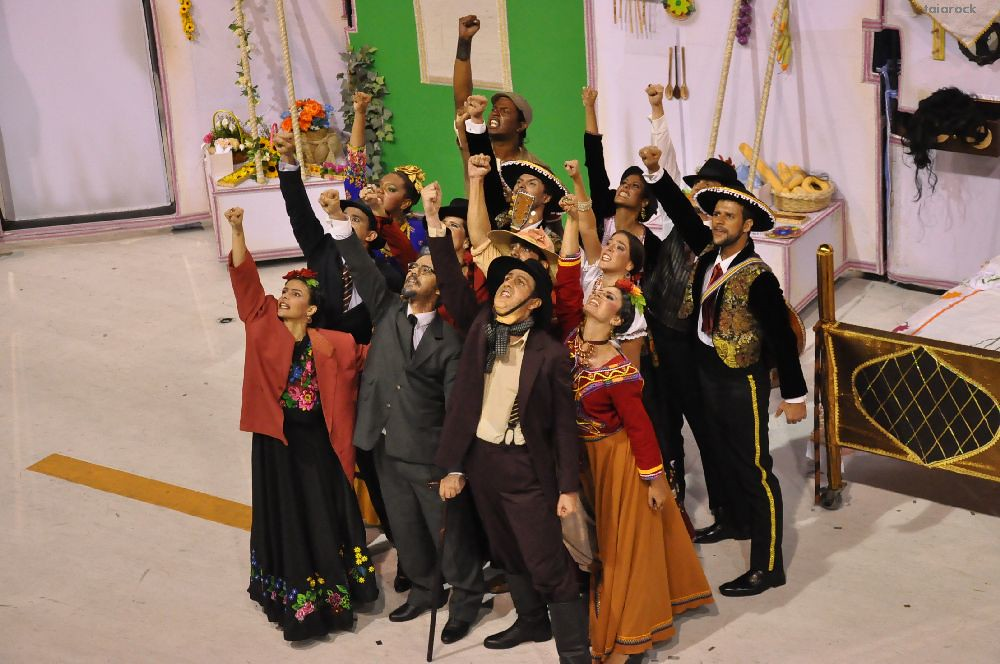
A Viradouro acabou sendo rebaixada no carnaval de 2010

- 2010: "México, o Paraíso das Cores, Sob o Signo do Sol"

Para o carnaval de 2010, a escola de Niterói levou para a avenida um enredo sobre o México, de Júnior Schall e Edson Pereira. A agremiação passou por muitos problemas em quase todo pré carnaval, se envolvendo também em muitas polêmicas. A começar pela escolha da rainha de bateria, Julia Lira, de apenas 7 anos, filha de Marco Lira Houve quem criticasse a ideia, uma vez que o cargo de rainha de bateria é geralmente ocupado por mulheres que são vistas como símbolos sexuais, e que desfilam quase sempre com muito pouca roupa. Inclusive na própria Viradouro, o posto já havia sido anteriormente ocupado por Luma de Oliveira e Juliana Paes  Marco Lira rebateu as críticas dizendo que quem olhasse a questão por esse lado "precisaria procurar um médico". Por fim, a participação da menina foi um sucesso. mas o desfile foi considerado bem abaixo da crítica, principalmente pelo fato de a Viradouro ter sido a quarta a desfilar no domingo, logo em seguida à Tijuca, que acabaria sendo campeã. Depois de 20 anos de grupo especial, a escola acabou terminando na última colocação, sendo rebaixada, causando revolta no presidente Após o carnaval, começou-se a cogitar sua saída da presidência. o que se concretizou em 13 de abril, com a renúncia.
Pouco depois teve uma eleição onde saiu vitorioso o ex-compositor da escola (Gustavo Clarão), com o objetivo de recuperar a escola após o fiasco no carnaval de 2010. Para isso, continuou com o casal de Mestre-sala e porta-bandeira Róbson e Ana Paula, colocou o prata da casa Pablo pra ser o novo diretor de bateria e renovou com Wander Pires, que acabou demitido devido uma briga com um diretor. sendo substituído por uma comissão formada por Leléu, Diego Nicolau, Niu Souza e Gilberto Gomes, além de ter duas rainhas de bateria, a ex-rainha Patrícia Costa e Dany Bananinha, assistente de palco do programa Caldeirão do Huck.
- 2011: "Quem Sou Eu Sem Você?"

De volta ao Grupo de Acesso em 2011, a Viradouro apresenta o enredo "Quem Sou Eu Sem Você?" falando dos outros tipos de comunicação, como a comunicação com extraterrestres, a comunicação com outras vidas através do espiritismo e da mediunidade, homenageando Chico Xavier numa escultura gigante no último carro alegórico psicografando, além de alas com dezenas de médiuns representando o plano espiritual. Também foi abordada a comunicação via satélite, com várias antenas de ferro de rádio e televisão em outra alegoria, além de trazer uma escultura da Torre de Babel sendo escalada no setor que trata da comunicação com o céu. A escola de samba de Niterói foi vice-campeã, permanecendo no Grupo de Acesso em 2012.

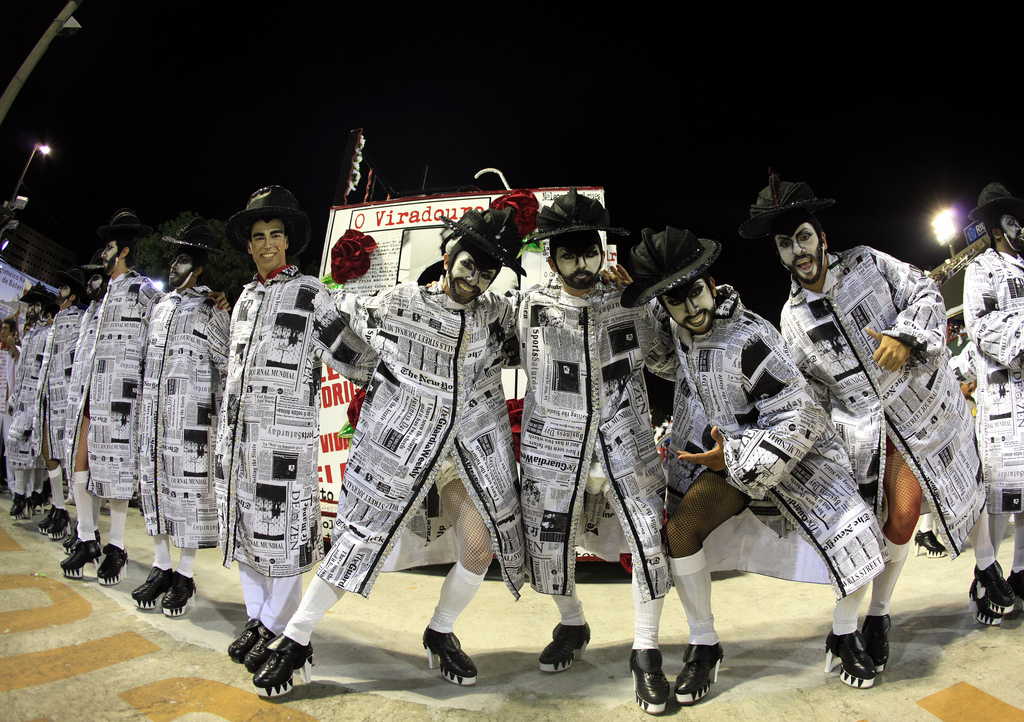
Desfile da Viradouro em 2012

- 2012: "A Vida como Ela É, Bonitinha mas Ordinária... Assim Falou Nelson Rodrigues"

Para 2012 a Viradouro apostou numa homenagem ao jornalista e escritor Nelson Rodrigues através do tema "A vida como ela é, bonitinha mas ordinária... Assim falou Nelson Rodrigues", de autoria do carnavalesco Alexandre Louzada. Sendo a sexta escola a desfilar no sábado de carnaval, a escola apresentou um desfile muito abaixo do que se esperava, terminando em 5° lugar.
- 2013: "Nem Melhor nem Pior, que não Sai da Minha Mente. Inspiração para o Meu Samba, Eu Também Sou Diferente"

Em 2013, a agremiação de Niterói apostou no retorno do "Mago das Cores" Max Lopes para voltar ao Especial, com um enredo que homenageou os 60 anos do Salgueiro. David do Pandeiro retornou ao carro de som da escola, juntando-se a Diego Nicolau, Gilberto Gomes e Niu Souza no quarteto de cantores. Após um desfile bonito e simples, ficou novamente com o vice-campeonato com 299,6 pontos, ficando atrás da campeã Império da Tijuca que obteve a pontuação máxima de 300 pontos.

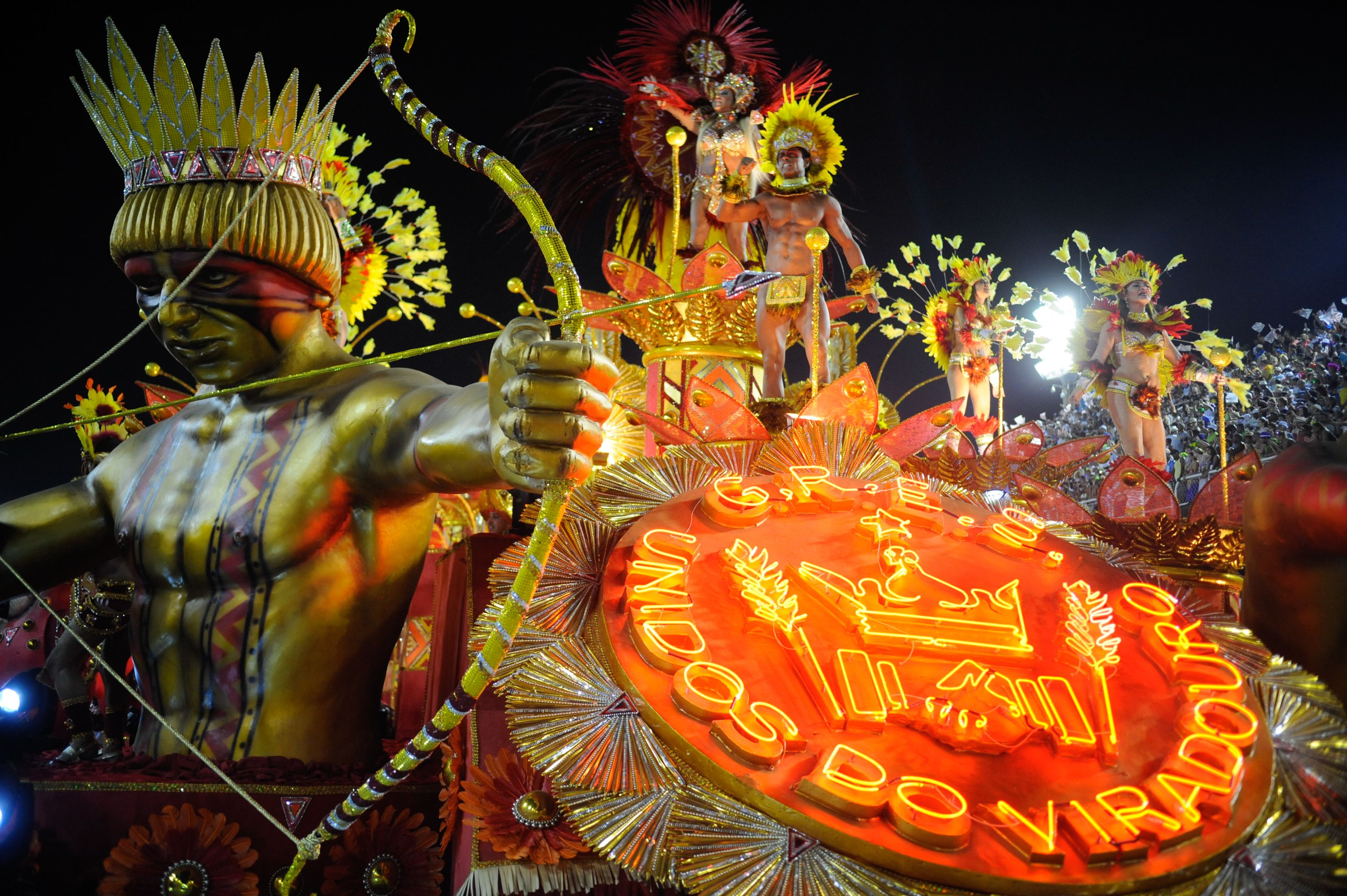
A Viradouro sagrou-se campeã do Grupo de Acesso em 2014

- 2014: "Sou a Terra de Ismael, 'Guanabaran' Eu Vou Cruzar... Pra Você Tiro o Chapéu, Rio Eu Vim Te Abraçar"

Ainda depois do desfile anterior, a escola ficou sem barracão devido a revitalização da Zona Portuária. Depois de oito meses mantendo suas alegorias em um terreno a céu aberto na Avenida Brasil a escola conseguiu se alojar no antigo barracão da Estação Primeira de Mangueira, nas proximidades do Sambódromo. Para 2014 a escola apostou no enredo "Sou a Terra de Ismael, 'Guanabaran' eu vou cruzar... Pra Você Tiro o Chapéu, Rio eu vim te Abraçar" onde cantou em homenagem à sua cidade natal. Neste ano, a vermelha e branca reforçou seu carro de som com a chegada do intérprete Zé Paulo Sierra, vindo da Mangueira, além de apostar no jovem carnavalesco João Vitor Araújo e tendo entre os autores de seu samba-enredo o cantor Dudu Nobre. Depois das muitas dificuldades com seu barracão, a Viradouro fez um excelente desfile, passando a figurar entre as favoritas ao titulo da Serie A daquele ano, favoritismo esse que se confirmou na apuração, onde, com apenas uma nota diferente de dez, a escola conquistou o título e sacramentou seu retorno ao Grupo Especial em 2015, após quatro anos de ausência.

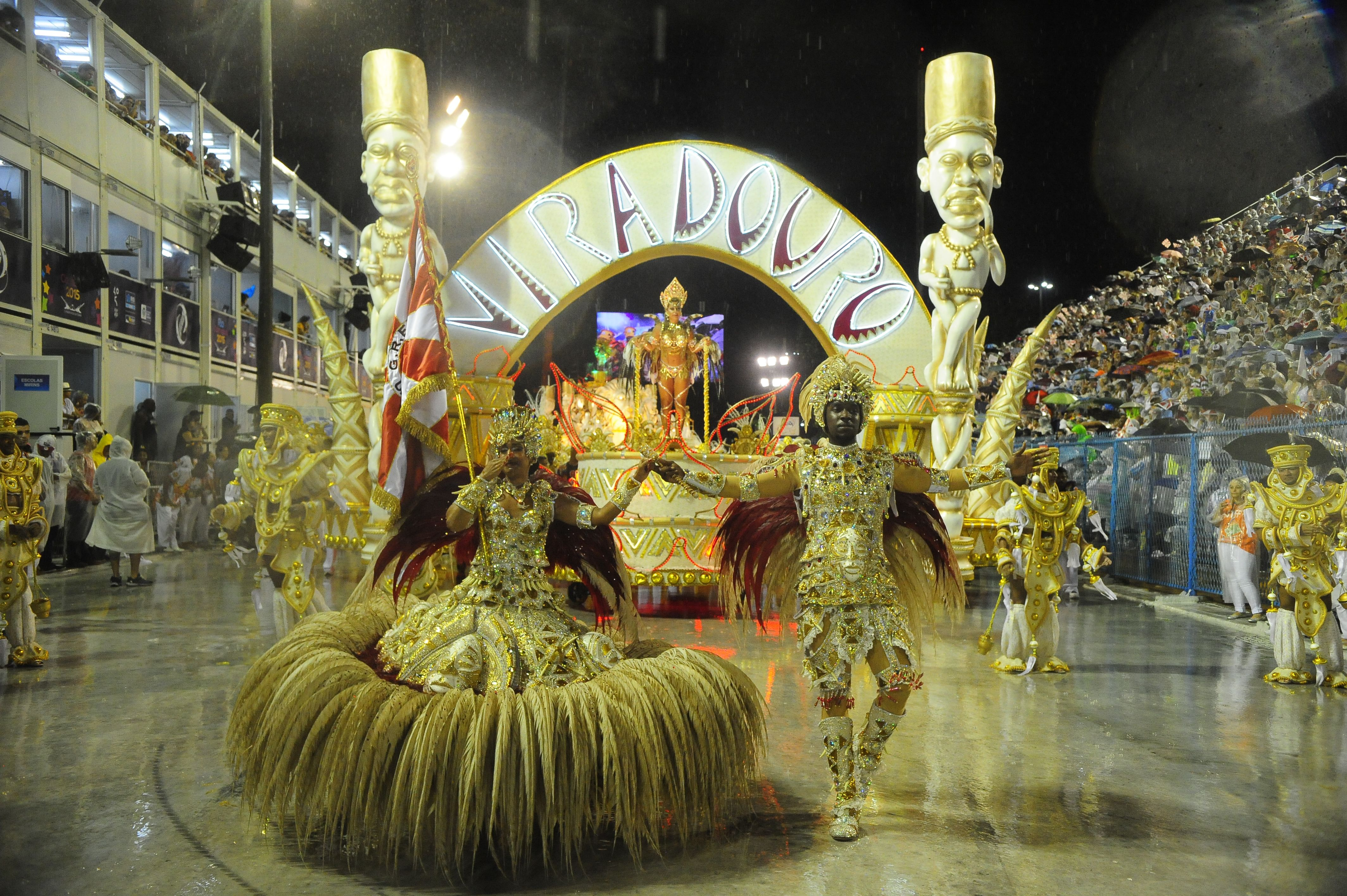
Desfile da Viradouro em 2015

- 2015: "Nas Veias do Brasil, É a Viradouro em Um Dia de Graça"

No carnaval de 2015, a escola manteve a equipe campeã do Acesso no ano anterior e trouxe como enredo "Nas veias do Brasil, é a Viradouro em um dia de graça" que contou a história da evolução do negro no Brasil baseado nas músicas "Nas veias do Brasil" e "Por um dia de Graça", ambas do compositor Luiz Carlos da Vila. Em um expediente inédito, a escola optou por não realizar concurso de samba-enredo e fez uma adaptação das duas músicas de Luiz Carlos para formar a obra que levaria para a avenida. A Comissão de Frente, que propôs recontar a história do Brasil a partir da perspectiva dos negros, trouxe como destaque a ex-rainha de bateria Juliana Paes. A ala de baianas recebeu o Estandarte de Ouro. A escola acabou prejudicada pelo temporal que caiu durante seu desfile e terminou em 12° lugar, sendo rebaixada novamente para a Série A.
- 2016: "O Alabê de Jerusalém: A Saga de Ogundana"

Na preparação para a disputa da Série A em 2016, a Viradouro apostou em um time de peso para tentar o retorno ao Grupo Especial. Para a bateria trouxe Paulinho Botelho, na composição do casal de Mestre Sala e Porte Bandeira, os experientes Marquinhos e Giovanna e uma dupla pra coreografar a comissão de frente, Sylvio Lemgruber e Fernanda Misailidis, e Wilson Alves, o Wilsinho, ex-presidente da Unidos de Vila Isabel, como diretor de carnaval. Como carnavalesca, a Viradouro trouxe Márcia Lage, vice-campeã do carnaval de 2015 em dupla com o marido Renato Lage no Salgueiro, mas devido a problemas de saúde, pediu dispensa da escola. Para seu lugar voltou Max Lopes, que desenvolveu o enredo "O Alabê de Jerusalém: A Saga de Ogundana" baseado na peça de Altay Veloso. Com um bonito desfile e um samba-enredo que foi agraciado com o Estandarte de Ouro, a agremiação obteve o 3° lugar.
- 2017: "...E Todo Menino É Um Rei"

Para 2017, a Viradouro teve como enredo "...E todo menino é um rei", desenvolvido pelo carnavalesco Jorge Silveira, vindo da Dragões da Real, sendo este o primeiro enredo de temática infantil da história da escola. No dia em que completou 70 anos, a Viradouro deu um presente à sua comunidade: o retorno de Dominguinhos do Estácio ao carro de som da escola após dez anos. Durante todo o pré carnaval, o veterano dividiu o microfone com Zé Paulo Sierra. No desfile, porém, foi destaque do carro Abre-Alas. Com um belo desfile na sexta-feira de carnaval, a vermelha e branca alcançou o vice-campeonato (terceiro em seis carnavais) ficando 0,5 atrás do campeão Império Serrano. Após o carnaval, Gustavo Clarão renuncia a presidência da escola, cargo que ocupava desde 2010 e que esteve afastado durante a preparação do desfile. No mês seguinte, é eleita por aclamação uma nova diretoria, tendo Marcelo Calil Petrus Filho (Marcelinho Calil) como o novo presidente e Susie Bessil (filha do ex-presidente José Carlos Monassa) como vice.

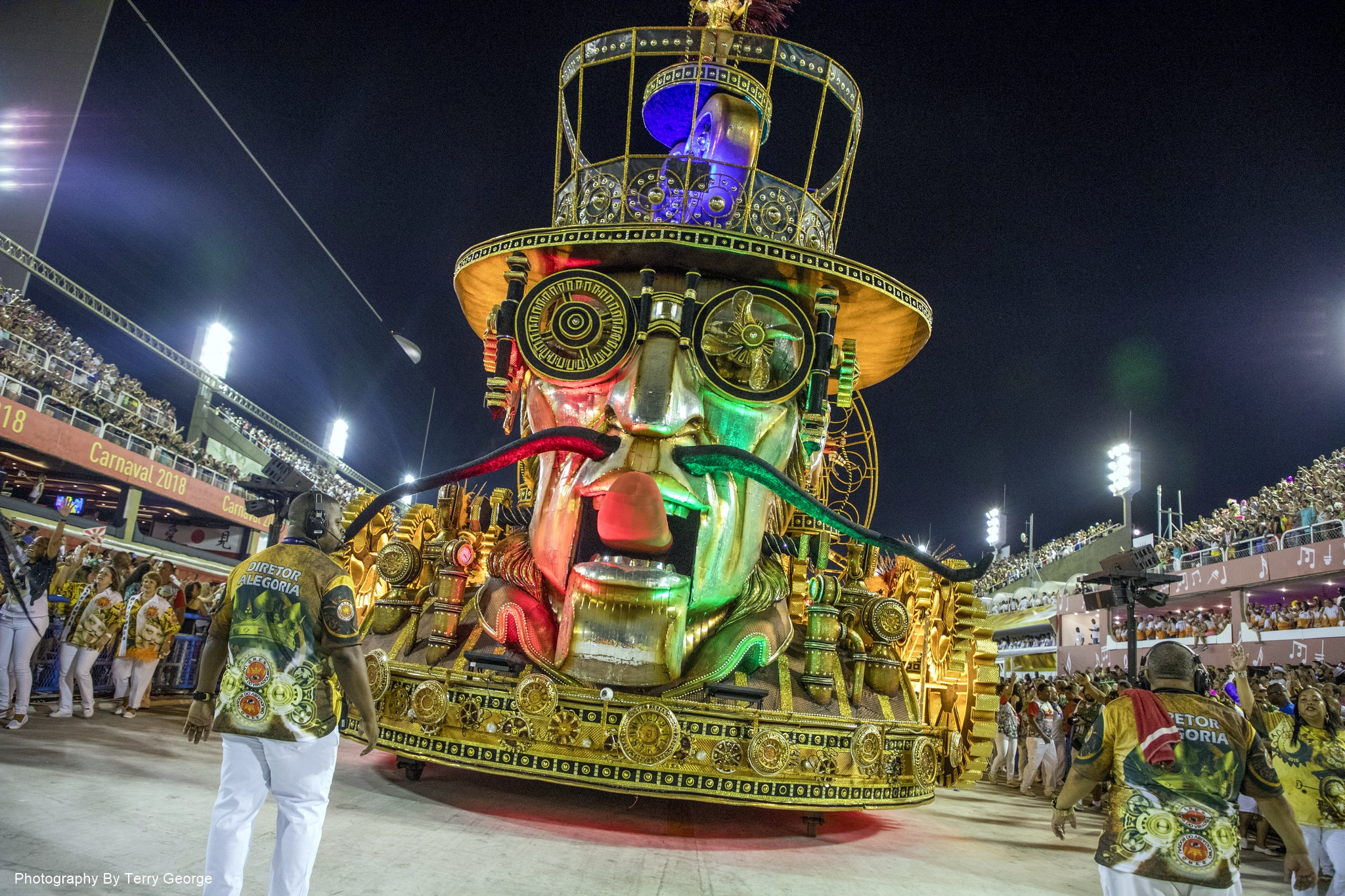
A Viradouro venceu a Série A de 2018 e voltou ao Grupo Especial

- 2018: "Vira a Cabeça, Pira o Coração - Loucos Gênios da Criação"

Para o desfile de 2018, a escola contratou o casal de mestre-sala e porta-bandeira Julinho e Rute Alves, vindos da Unidos da Tijuca, e o carnavalesco Edson Pereira, vindo da Unidos de Padre Miguel, sendo esta sua segunda passagem pela agremiação. O enredo da escola foi "Vira a Cabeça, Pira o Coração - Loucos Gênios da Criação". O desfile da Viradouro homenageou personalidades consideradas "geniais", como Albert Einstein, Leonardo Da Vinci, Galileu Galilei, Charlie Chaplin, além de personagens como Dom Quixote e Frankenstein. Fazendo um belo e empolgante desfile, onde teve como destaque as grandiosas alegorias e fantasias caprichadas, a Viradouro conquistou o título da Série A e o retorno ao Grupo Especial em 2019. A escola de Niterói somou 269.7 pontos, 0,3 a mais que a Unidos de Padre Miguel.
Durante o pré-carnaval de 2018 a Viradouro promoveu algumas inovações, como a transmissão da escolha de samba-enredo através de sua página no Facebook e lançar um CD com releituras de sambas clássicos da agremiação na voz de seu intérprete, Zé Paulo Sierra, tendo seu repertório escolhido pelos torcedores através de enquete. Intitulado "Os sambas que vão tocar seu coração", o CD conta com as participações de Alcione, Altay Veloso, Bibi Ferreira, Dudu Nobre, Quinzinho, Dominguinhos do Estácio, entre outros.
- 2019: "Viraviradouro!"

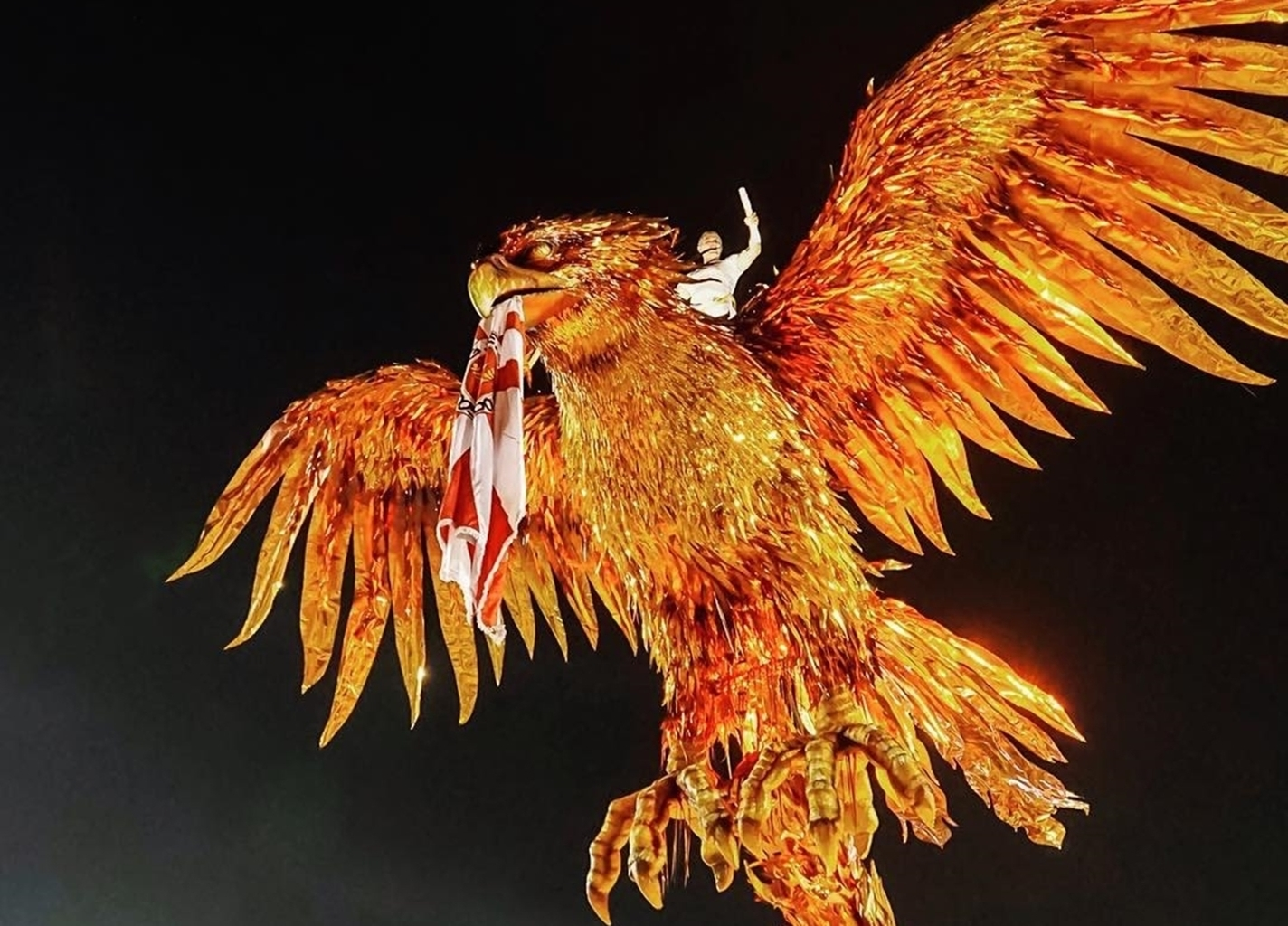
Desfile da Viradouro em 2019. Escola foi a vice-campeã do carnaval.

Na preparação para o carnaval de 2019, a escola se reforça trazendo de volta após uma década o carnavalesco Paulo Barros e o diretor de bateria Ciça. O coreógrafo Alex Neoreal, vindo da Vila Isabel junto com o carnavalesco, também foi contratado. Outros seguimentos, como o casal de mestre-sala e porta-bandeira Julinho e Rute e o intérprete Zé Paulo Sierra tiveram seus contratos renovados. Para o carnaval de 2019, a escola levou para a avenida o enredo "Viraviradouro!" que remete às grandes transformações, tendo como fio condutor a ave fênix, figura da mitologia grega que tem o poder de se regenerar das cinzas. Mesmo sendo a segunda escola a desfilar no domingo de carnaval, a Viradouro fez uma belíssima apresentação e na apuração conquistou o vice-campeonato pela primeira vez em sua história, além de obter o melhor resultado de uma escola vinda do Grupo de Acesso, superando o feito que antes pertencia ao quinto lugar da Unidos da Tijuca em 2000.

### Década de 2020
- 2020: "Viradouro de Alma Lavada"

Visando o carnaval de 2020, à princípio, foi mantida toda equipe do carnaval anterior. Entretanto, Paulo Barros foi contratado pela Gaviões da Fiel, de São Paulo. A ideia do carnavalesco era assumir as duas escolas. Ele ficaria na Viradouro de segunda a quinta e na Gaviões no final de semana, mas a Viradouro queria exclusividade e não aceitou "dividir" o carnavalesco com outra escola. Sem chegarem a um acordo, Paulo e Viradouro decidiram romper a parceria. Posteriormente foram contratados os carnavalescos Tarcisio Zanon e Marcus Ferreira, que desenvolveram o enredo "Viradouro de Alma Lavada", que exaltou a história das Ganhadeiras de Itapuã. A Viradouro teve patrocínio da Prefeitura de Niterói, diferente das escolas do Rio, que não receberam subvenção oficial. Após dois anos cortando a verba pela metade, o prefeito Marcelo Crivella decidiu cortar integralmente a subvenção das escolas que desfilam no Sambódromo. A Viradouro foi a segunda escola a se apresentar na primeira noite do Grupo Especial. Um dos destaques do desfile foi a Comissão de Frente, onde a atleta da seleção brasileira de nado sincronizado Anna Giulia Veloso, vestida de sereia, mergulhava em um aquário com sete mil litros de água mineral, representando a Lagoa do Abaeté. O samba-enredo também fez sucesso nas arquibancadas da Sapucaí, principalmente pelo refrão "Ó, mãe! Ensaboa, mãe! Ensaboa pra depois quarar". Com o desfile, a Viradouro conquistou seu segundo título de campeã do carnaval carioca, quebrando o jejum de 23 anos sem conquistas. A escola obteve o mesmo número de pontos da Grande Rio, vencendo o campeonato nos critérios de desempate. Pela primeira vez no sambódromo, a segunda escola a desfilar na primeira noite foi campeã. A Viradouro recebeu o Troféu SRzd de melhor escola do ano. Também foi premiada com o Estandarte de Ouro de melhor enredo e de melhor comissão de frente. O desfile marcou a despedida de Raíssa Machado da escola após sete anos consecutivos como rainha de bateria da agremiação. A atriz Erika Januza foi escolhida como a nova rainha de bateria da escola.
- 2021/2022: "Não Há Tristeza que Possa Suportar Tanta Alegria"

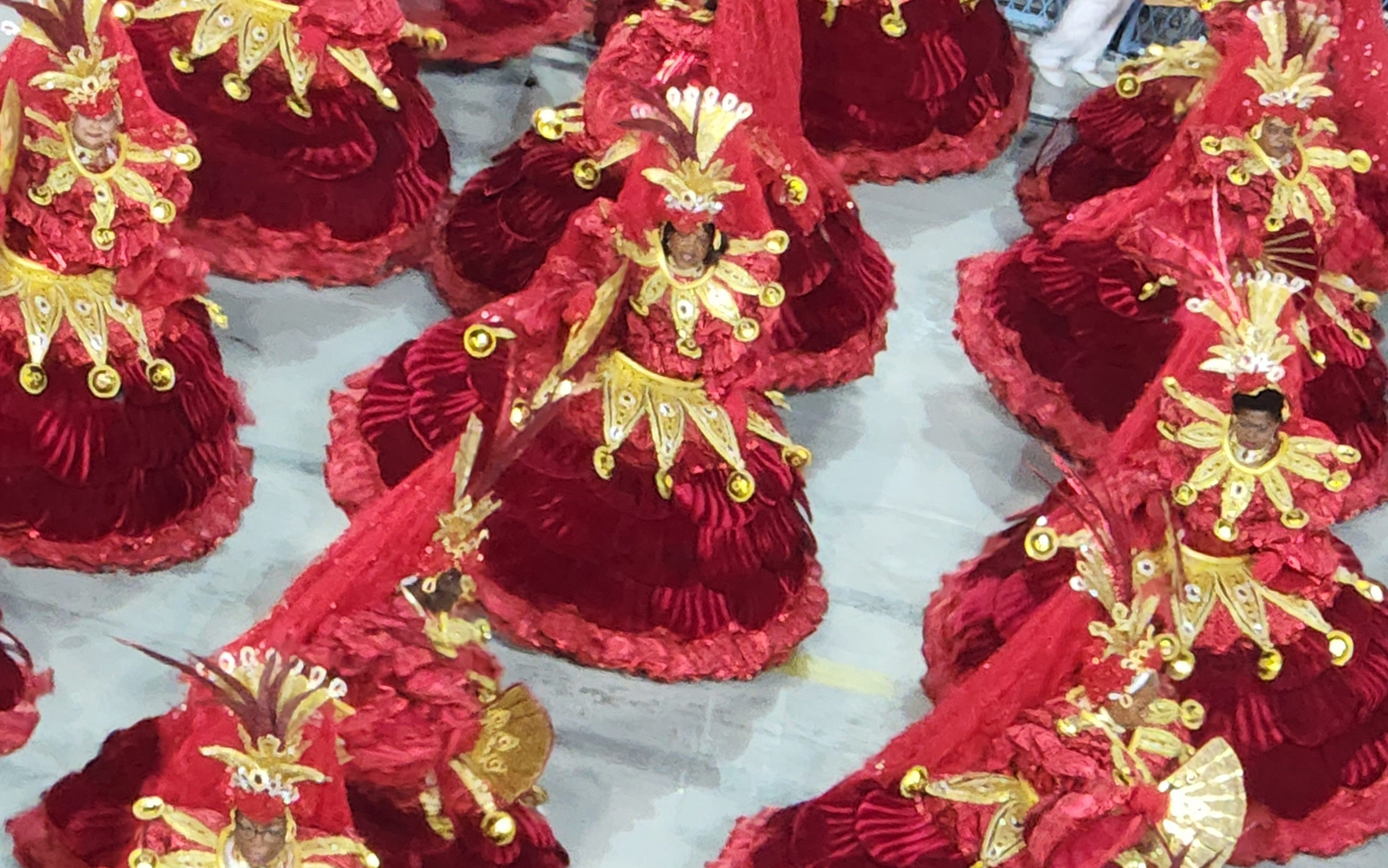
Ala das baianas da Viradouro no desfile de 2022.

Para 2021, a Viradouro manteve os carnavalescos campeões, que desenvolveram um enredo sobre a história do carnaval carioca de 1919, conhecido como o maior do século passado, destacando o sentimento dos cariocas que foram às ruas naquele ano para celebrar o fim da pandemia da gripe espanhola. O enredo foi inspirado no livro "O Carnaval da Guerra e da Gripe", do escritor e jornalista Ruy Castro. Com o retorno de Eduardo Paes à Prefeitura do Rio de Janeiro, a subvenção voltou a ser paga às agremiações. Por causa do avanço da Pandemia de COVID-19 em todo o mundo, o desfile das escolas de samba de 2021 foi cancelado, sendo a primeira vez, desde a criação do concurso, em 1932, que o evento não foi realizado. Com o agravamento da pandemia, as escolas paralisaram as atividades presenciais nas quadras e barracões, mas seguiram se programando para o desfile futuro. No final de 2021, com a campanha de vacinação contra a COVID e a diminuição de mortes pela doença, as escolas retomaram os ensaios para o carnaval de 2022. Com o aumento dos casos de COVID no país devido ao avanço da variante Ómicron, o desfile das escolas de samba que ocorreriam no carnaval de 2022 foram adiados para abril do mesmo ano, durante o feriado de Tiradentes. A Viradouro foi a quinta agremiação a se apresentar na primeira noite do Grupo Especial, se credenciando entre as favoritas. Na apuração, acabou ficando com o terceiro lugar, se classificando para o desfile das campeãs. A escola recebeu o Estandarte de Ouro de inovação pelo seu samba-enredo com letra em forma de carta.
- 2023: "Rosa Maria Egipcíaca"

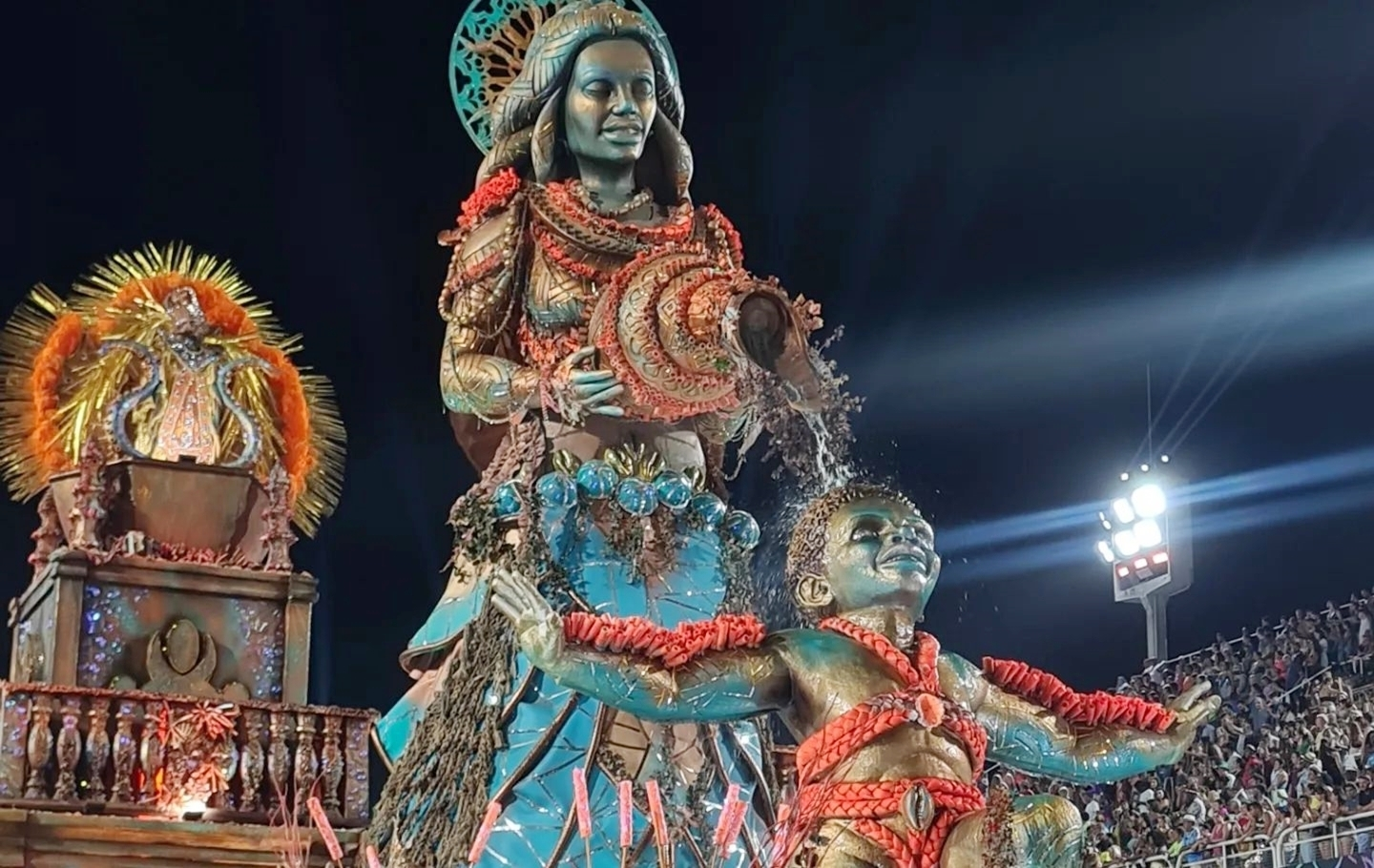
Desfile da Viradouro em 2023. Escola foi vice-campeã do carnaval.

Após o desfile, a Viradouro dispensou os coreógrafos da comissão de frente, contratando Priscilla Mota e Rodrigo Negri, que estavam na Mangueira, para substituí-los. O carnavalesco Marcus Ferreira deixou a escola, se transferindo para a Mocidade Independente de Padre Miguel. A Viradouro manteve o carnavalesco Tarcísio Zanon, que desenvolveu o enredo "Rosa Maria Egipcíaca", que narra a história de Rosa Maria Egipcíaca da Vera Cruz, escravizada que chegou criança ao Brasil, onde foi prostituta, beata, realizadora de exorcismos e alvo de adoração de fiés, sendo perseguida pela Igreja. Também é considerada a primeira mulher negra a escrever um livro no Brasil. Com um desfile impecável nos quesitos visuais e de pista, a Viradouro se credenciou como uma das favoritas ao título. No entanto, com décimos perdidos em Harmonia e Bateria, a escola terminou com o vice-campeonato ficando a 1 décimo da Imperatriz Leopoldinense.
- 2024: "Arroboboi, Dangbé"

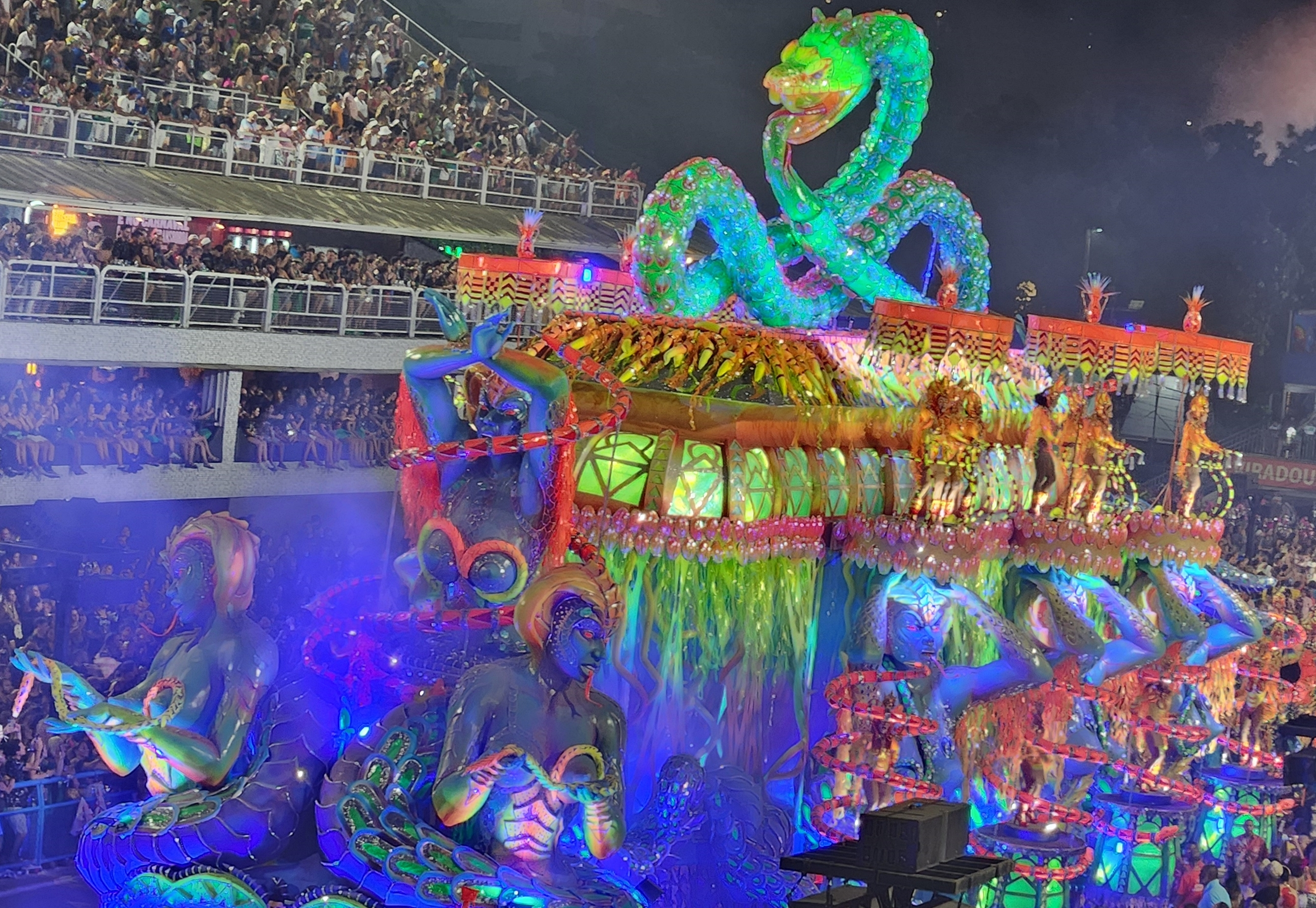
Desfile da Viradouro em 2024. Escola conquistou o seu 3º título do Grupo Especial

Logo após o desfile, a Viradouro anunciou a saída do intérprete Zé Paulo Sierra depois de 9 anos defendendo a agremiação. A decisão foi tomada de maneira amigável entre as partes e o cantor posteriormente se transferiu pra Mocidade. Para seu lugar foi contratado Wander Pires, egresso do Paraíso do Tuiuti, que retorna a escola depois de 14 anos. Os demais segmentos tiveram os contratos renovados. Posteriormente foi anunciado o enredo para o Carnaval 2024: "Arroboboi, Dangbé", que conta a história do culto ao vodum serpente, que no Brasil se estabelece através da instalação de terreiros na Bahia pela sacerdotisa daomeana Ludovina Pessoa. Em maio, Hélio Nunes foi aclamado novo presidente da agremiação e assumiu o cargo após dois mandatos de Marcelinho Calil, que passou a exercer a função de diretor-executivo. Fechando o segundo dia dos desfiles, a escola fez uma apresentação avassaladora, com excelência em todos os quesitos e se credenciou ao título com certa distância das principais concorrentes (Grande Rio e Imperatriz Leopoldinense). Na apuração, seu favoritismo foi confirmado com a vitória, fazendo deste o terceiro título da agremiação. Com apenas três notas diferente de dez (que foram descartadas), foi campeã com todos os 270 pontos possíveis e abriu 0,7 décimos de vantagem da segunda colocada.
- 2025: "Malunguinho: O Mensageiro de Três Mundos"

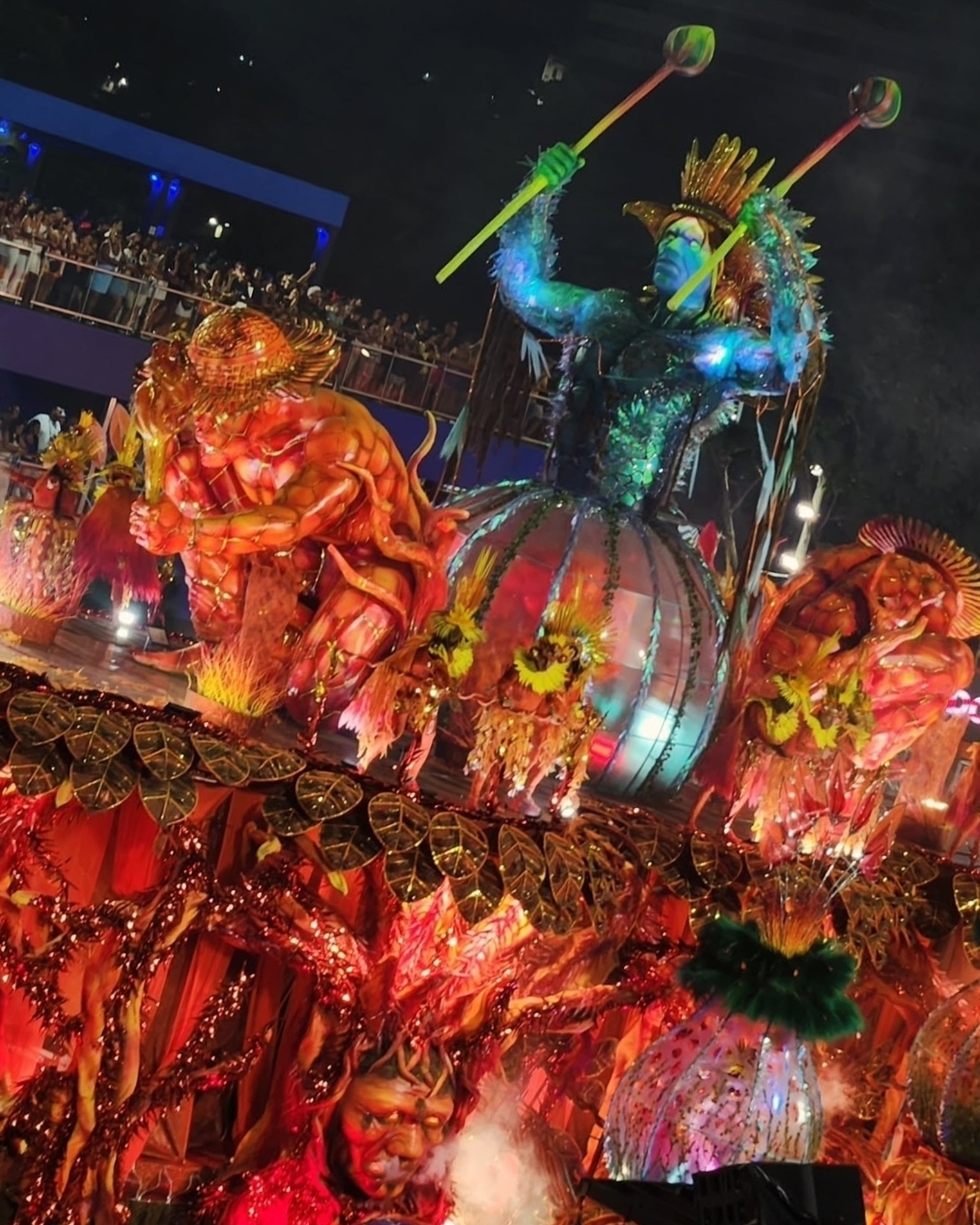
Abre-alas da Viradouro no carnaval de 2025.

Para o carnaval de 2025, a Viradouro escolheu um enredo sobre Malunguinho, uma falange espiritual afro-ameríndia presente nos terreiros de Catimbó, Jurema Sagrada, Toré e Umbanda, sobretudo da região nordeste do Brasil, inspirada na figura de João Batista, o último líder do Quilombo de Catucá, em Pernambuco. No enredo desenvolvido por Tarcísio Zanon, com pesquisa de João Gustavo Melo, ao fugir de emboscadas anti-quilombolas, Malunguinho aprende com os indígenas o segredo da força das ervas. Após absorver esses conhecimentos, torna-se "Mensageiro de Três Mundos: Mata, Jurema e Encruzilhada", o dono da chave mágica para abrir senzala e fechar o corpo dos que a ele rogam proteção. De acordo com os autores, a pesquisa foi desenvolvida em torno de uma profunda imersão na cultura da Jurema, seus ritos e aplicações como remédio e como psicoativo. A partir desse ano, o desfile do Grupo Especial passou a ser dividido em três noites, com quatro escolas se apresentando em cada noite. A Viradouro foi a terceira escola a se apresentar na primeira noite (domingo). Especialistas elogiaram o desfile, destacando o impacto do conjunto alegórico, mas apontaram problemas na evolução da escola e em peças de fantasias que se desfizeram pela pista ao longo da apresentação. O casal de mestre-sala e porta-bandeira Julinho Nascimento e Rute Alves recebeu o Estandarte de Ouro. No julgamento oficial do carnaval, a Viradouro conquistou a pontuação máxima nos quesitos Mestre-sala e Porta-bandeira, Alegorias e Adereços, Fantasias, Samba-Enredo e Comissão de Frente; perdendo um décimo nos quesitos Bateria, Harmonia e Evolução. A maior perda foi no quesito Enredo, com três décimos perdidos. A escola se classificou em quarto lugar, garantindo seu retorno ao Desfile das Campeãs. O desfile marcou a despedida de Erika Januza como rainha de bateria da agremiação após quatro anos consecutivos. A escola também desligou o segundo e terceiro casais de mestre-sala e porta-bandeira.
- 2026: "Pra Cima, Ciça"

Para o carnaval de 2026, a Viradouro escolheu como enredo uma homenagem ao seu diretor de bateria, Mestre Ciça. O anúncio foi realizado durante um evento na quadra da escola e surpreendeu o próprio homenageado, que ficou emocionado diante da torcida e dos segmentos da agremiação. Após 17 anos, a atriz Juliana Paes voltou a ser rainha de bateria da agremiação. A escola também reformulou seu quadro de casais de mestre-sala e porta-bandeira.

## Carnavais
| Legenda: * Sem informação disponível |

| Carnavais da Viradouro | Carnavais da Viradouro                          | Carnavais da Viradouro                          | Carnavais da Viradouro | Carnavais da Viradouro                            | Carnavais da Viradouro  |
| Ano                    | Colocação                                       | Divisão                                         | Enredo | Carnavalesco                                      | Ref.                    |
| ---------------------- | ----------------------------------------------- | ----------------------------------------------- | --- | ------------------------------------------------- | ----------------------- |
| 1947                   | 4.º Lugar                                       | Especial de Niterói                             | * | *                                                 | [ 119 ]                 |
| 1948                   | 3.º Lugar                                       | Especial de Niterói                             | * | *                                                 | [ 119 ]                 |
| 1949                   | Campeã                                          | Especial de Niterói                             | "Araribóia" | *                                                 | [ 119 ]                 |
| 1950                   | Campeã                                          | Especial de Niterói                             | "Tiradentes - Mártir da Independência" | *                                                 | [ 119 ]                 |
| 1951                   | Não houve desfile                               | Não houve desfile                               | Não houve desfile | Não houve desfile                                 | [ 119 ]                 |
| 1952                   | Campeã                                          | Especial de Niterói                             | "Vultos Nacionais" | *                                                 | [ 119 ]                 |
| 1953                   | Campeã                                          | Especial de Niterói                             | "Cândido Rondon" | *                                                 | [ 119 ]                 |
| 1954                   | Concurso anulado                                | Concurso anulado                                | Concurso anulado | Concurso anulado                                  | [ 119 ]                 |
| 1955                   | Vice-campeã                                     | Especial de Niterói                             | "Batalha Naval do Riachuelo" | *                                                 | [ 119 ]                 |
| 1956                   | Campeã                                          | Especial de Niterói                             | "Independência do Brasil" | *                                                 | [ 119 ]                 |
| 1957                   | Campeã                                          | Especial de Niterói                             | "Quatro Grandes Feitos da História" | *                                                 | [ 119 ]                 |
| 1958                   | Campeã                                          | Especial de Niterói                             | "Primeiro Reinado" | *                                                 | [ 119 ]                 |
| 1959                   | Campeã                                          | Especial de Niterói                             | "Carlos Gomes" | *                                                 | [ 119 ]                 |
| 1960                   | 3.º Lugar                                       | Especial de Niterói                             | "Catulo da Paixão Cearense" | *                                                 | [ 119 ] [ 120 ]         |
| 1961                   | Não concorreu                                   | Não concorreu                                   | Não concorreu | Não concorreu                                     | [ 119 ]                 |
| 1962                   | Campeã                                          | Especial de Niterói                             | "A Chegada da Família Real" | *                                                 | [ 121 ]                 |
| 1963                   | Campeã                                          | Especial de Niterói                             | "O Último Baile Imperial" | *                                                 | [ 121 ]                 |
| 1964                   | Não desfilou                                    | Não desfilou                                    | Não desfilou | Não desfilou                                      | [ 121 ]                 |
| 1965                   | 26.º Lugar                                      | Grupo 3 (RJ)                                    | "Rio Quarto Centenário" | *                                                 | [ 121 ]                 |
| 1966                   | Menção honrosa                                  | Especial de Niterói                             | "Homenagem a Niterói' | *                                                 | [ 121 ]                 |
| 1967                   | Vice-campeã                                     | Especial de Niterói                             | "Chico Rei" | *                                                 | [ 121 ]                 |
| 1968                   | Vice-campeã                                     | Especial de Niterói                             | "Rugendas - viagem pitoresca através do Brasil" | *                                                 | [ 121 ]                 |
| 1969                   | Vice-campeã                                     | Especial de Niterói                             | "A Festa do Divino" | *                                                 | [ 121 ]                 |
| 1970                   | Vice-campeã                                     | Especial de Niterói                             | "Quilombo dos Palmares" | *                                                 | [ 121 ]                 |
| 1971                   | Campeã                                          | Especial de Niterói                             | "São Francisco - Rio da Integração Nacional" | *                                                 | [ 121 ]                 |
| 1972                   | Vice-campeã                                     | Especial de Niterói                             | "Três festas tradicionais brasileiras" | Érico Lameiras, Nelson dos Santos e Juvenil       | [ 122 ]                 |
| 1973                   | Campeã                                          | Especial de Niterói                             | "Niterói - Sua Origem e Evolução" | Clóvis Bornay, Érico Lameiras e Nelson dos Santos | [ 123 ]                 |
| 1974                   | Campeã                                          | Especial de Niterói                             | "Pleito de Vassalagem de Olorum" | Augusto Henrique Alves                            | [ 121 ]                 |
| 1975                   | Vice-campeã                                     | Especial de Niterói                             | "Rei Midas de Catas Altas" | Augusto Henrique Alves                            | [ 124 ]                 |
| 1976                   | 3.º Lugar                                       | Especial de Niterói                             | "Só mesmo na Bahia" | Augusto Henrique Alves                            | [ 125 ]                 |
| 1977                   | 3.º Lugar                                       | Especial de Niterói                             | "No mundo encantado da fantasia" | Augusto Henrique Alves                            | [ 121 ]                 |
| 1978                   | Vice-campeã                                     | Especial de Niterói                             | "Ídolos de Ébano" | Max Lopes, Érico Lameiras e Floriano Carvalho     | [ 121 ]                 |
| 1979                   | Vice-campeã                                     | Especial de Niterói                             | "Ainda um paraíso tropical" | Érico Lameiras e Gilberto                         | [ 126 ]                 |
| 1980                   | Campeã                                          | Especial de Niterói                             | "Os Três Encantos do Rei" | Yarema Ostrog, Hilda Perna e Adriano Jorge        | [ 127 ]                 |
| 1981                   | Campeã                                          | Especial de Niterói                             | "Amor em Tom Maior" (Samba-enredo composto por: Passarinho, Silvinho e Zelito) | Yarema Ostrog, Hilda Perna e Adriano Jorge        | [ 128 ] [ 121 ]         |
| 1982                   | Campeã                                          | Especial de Niterói                             | "Mutou Muido Kitoko" | Yarema Ostrog, Hilda Perna e Adriano Jorge        | [ 121 ]                 |
| 1983                   | Campeã                                          | Especial de Niterói                             | "Acredite se quiser" | Yarema Ostrog, Hilda Perna e Adriano Jorge        | [ 121 ]                 |
| 1984                   | Campeã                                          | Especial de Niterói                             | "O Sonho de Ilê Yfé" (Samba-enredo composto por: Joel do Cavaco e Odair Conceição) | Yarema Ostrog, Hilda Perna e Adriano Jorge        | [ 121 ]                 |
| 1985                   | Vice-campeã (Empatada com Sossego)              | Especial de Niterói                             | "Na terra de Antônio Maris, só não viu quem não quis" | Yarema Ostrog, Hilda Perna e Adriano Jorge        | [ 129 ] [ 130 ]         |
| 1986                   | Aprovada                                        | Grupo 2B                                        | "Novos ventos, novos tempos - História de uma integração" | Yarema Ostrog, Hilda Perna e Adriano Jorge        | [ 129 ]                 |
| 1987                   | 5.º Lugar                                       | Grupo 4                                         | "Na boca e na ponta da língua ... É carnaval" | Rodney Lucas                                      | [ 129 ]                 |
| 1988                   | Vice-campeã (Promovida)                         | Grupo 4                                         | "Contribuição do negro ao folclore brasileiro" | Rodney Lucas                                      | [ 129 ]                 |
| 1989                   | Campeã (Promovida)                              | Grupo 3                                         | "Mercadores e Mascates" (Samba-enredo composto por: Gilberto, Mário, Odar, Nilo, Charuto, Carlos, Japona e Delfim) | Rodney Lucas                                      | [ 129 ]                 |
| 1990                   | Campeã (Promovida)                              | Grupo A                                         | "Só Vale o Escrito" (Samba-enredo composto por: Adir, Odir Sereno, Gelson e Gilberto Barros) | Max Lopes                                         | [ 129 ]                 |
| 1991                   | 7.º Lugar                                       | Especial                                        | "Bravo! Bravíssimo! - Dercy Gonçalves, o Retrato de um Povo" (Samba-enredo composto por: Gelson, Rubinho, Odir Sereno e Adir) | Max Lopes                                         | [ 131 ]                 |
| 1992                   | 9.º Lugar                                       | Especial                                        | "E a Magia da Sorte Chegou" (Samba-enredo composto por: Heraldo Faria, Flavinho Machado, Gelson e Rubinho) | Max Lopes                                         | [ 132 ]                 |
| 1993                   | 7.º Lugar                                       | Especial                                        | "Amor, Sublime Amor" (Samba-enredo composto por: Heraldo Faria, Flavinho Machado e Gelson) | Max Lopes                                         | [ 129 ]                 |
| 1994                   | 3.º Lugar                                       | Especial                                        | "Tereza de Benguela - Uma Rainha Negra no Pantanal" (Samba-enredo composto por: Cláudio Fabrino, Paulo César Portugal, Jorge Baiano e Rico Medeiros) | Joãosinho Trinta                                  | [ 133 ] [ 134 ]         |
| 1995                   | 8.º Lugar                                       | Especial                                        | "O Rei e os Três Espantos de Debret" (Samba-enredo composto por: José Antonio, Gonzaga, Olivério, Rico Medeiros, Wilsinho, Fabrino, Portugal, Bernardo, Gilberto e João Sérgio) | Joãosinho Trinta                                  | [ 135 ] [ 136 ]         |
| 1996                   | 13.º Lugar                                      | Especial                                        | "Aquarela do Brasil Ano 2000" (Samba-enredo composto por: Heraldo Faria, Jorge Baiano, Mocotó e Flavinho Machado) | Joãosinho Trinta                                  | [ 129 ]                 |
| 1997                   | Campeã                                          | Especial                                        | "Trevas! Luz! A Explosão do Universo" (Samba-enredo composto por: Dominguinhos do Estácio, Mocotó, Flavinho Machado e Heraldo Faria) | Joãosinho Trinta                                  | [ 137 ]                 |
| 1998                   | 5.º Lugar                                       | Especial                                        | "Orfeu, o Negro do Carnaval" (Samba-enredo composto por: Gilberto Gomes, R. Mocotó, Gustavo, P. C. Portugal e Dadinho) | Joãosinho Trinta                                  | [ 138 ]                 |
| 1999                   | 3.º Lugar                                       | Especial                                        | "Anita Garibaldi - Heroína das Sete Magias" (Samba-enredo composto por: Gilberto Gomes, R. Mocotó, Gustavo, PC Portugal e Dadinho) | Joãosinho Trinta                                  | [ 139 ]                 |
| 2000                   | 3.º Lugar                                       | Especial                                        | "Brasil: Visões de Paraísos e Infernos" (Samba-enredo composto por: Gilberto Gomes, Gustavo, Dadinho, PC Portugal e Mocotó) | Joãosinho Trinta                                  | [ 140 ]                 |
| 2001                   | 5.º Lugar                                       | Especial                                        | "Os Sete Pecados Capitais" (Samba-enredo composto por: Gilberto Gomes, Gustavo, Dadinho, PC Portugal e Mocotó) | Lane Santana                                      | [ 141 ]                 |
| 2002                   | 5.º Lugar                                       | Especial                                        | "Viradouro, Vira-Mundo, Rei do Mundo" (Samba-enredo composto por: Gilberto Gomes, Gustavo, Dadinho, PC Portugal e Mocotó) | Chico Spinoza                                     | [ 142 ] [ 26 ] [ 27 ]   |
| 2003                   | 6.º Lugar                                       | Especial                                        | "A Viradouro canta e conta Bibi, uma homenagem ao teatro brasileiro" (Samba-enredo composto por: Gustavo, Gilberto Gomes, Heraldo Faria e Gelson) | Mauro Quintaes                                    | [ 143 ] [ 28 ]          |
| 2004                   | 4.º Lugar                                       | Especial                                        | "Pediu pra Pará, parou! Com a Viradouro, eu vou... Pro Círio de Nazaré" (Samba-enredo composto por: Dario Marciano, Nilo Mendes (Esmera) e Aderbal Moreira) (Reedição do enredo de 1975 da Unidos de São Carlos) | Mauro Quintaes                                    | [ 144 ] [ 30 ]          |
| 2005                   | 8.º Lugar                                       | Especial                                        | "A Viradouro É Só Sorriso!" (Samba-enredo composto por: Gusttavo, Gilberto Gomes, P.C. Portugal, Zé Antônio e Dominguinhos do Estácio) | Mauro Quintaes                                    | [ 145 ] [ 32 ] [ 33 ]   |
| 2006                   | 3.º Lugar                                       | Especial                                        | "Arquitetando Folias" (Samba-enredo composto por: Dadinho, Evaldo, Waldeir Melodia, Tamiro e Peralta) | Milton Cunha, Mário Monteiro e Kaká Monteiro      | [ 146 ] [ 35 ]          |
| 2007                   | 5.º Lugar                                       | Especial                                        | "A Viradouro Vira o Jogo" (Samba-enredo composto por: Gusttavo Clarão, Gilberto Gomes, Nando, Pablo Fernandes, P.C. Portugal e Dominguinhos do Estácio) | Paulo Barros                                      | [ 147 ]                 |
| 2008                   | 7.º Lugar                                       | Especial                                        | "É de Arrepiar!" (Samba-enredo composto por: Paulo César Portugal, Evaldo, Tamiro e Lima de Andrade) | Paulo Barros                                      | [ 148 ]                 |
| 2009                   | 8.º Lugar                                       | Especial                                        | "Vira-Bahia, Pura Energia" (Samba-enredo composto por: Heraldo Faria, Flavinho Machado, Edu, Rafael e Floriano) | Milton Cunha                                      | [ 149 ] [ 150 ]         |
| 2010                   | 12.º Lugar (Rebaixada)                          | Especial                                        | "México, o paraíso das cores, sob o signo do sol" (Samba-enredo composto por Floriano do Caranguejo, Gustavo da Marbela e Sacadura Cabral) | Júnior Schall e Edson Pereira                     | [ 151 ] [ 152 ] [ 153 ] |
| 2011                   | Vice-campeã                                     | Grupo A                                         | "Quem sou eu sem você?" (Samba-enredo composto por Renan Gemeo, PC Portugal, Rodrigo, Fernando Johara, Diego Moura e Jeferson Lima) | Jack Vasconcelos                                  | [ 154 ] [ 61 ] [ 62 ]   |
| 2012                   | 5.º Lugar                                       | Grupo A                                         | "A vida como ela é, bonita mas ordinária... Assim falou Nelson Rodrigues" (Samba-enredo composto por Claudinho Mattos, Daniel Louzada, Diego Moura, Diego Nicolau, Dudu Oliveira, Ênio Almeida, Erik Borges, Fábio Borges, Felipe Filósofo, Fernando Johara, Marcello Bertolo, PC Portugal, Renan Gemeo, Rodrigo e Vitor Adolfo) | Alexandre Louzada                                 | [ 155 ] [ 156 ] [ 65 ]  |
| 2013                   | Vice-campeã                                     | Série A                                         | "Nem melhor nem pior, que não sai da minha mente. Inspiração para o meu samba, eu também sou diferente" (Samba-enredo composto por Dadinho, Floriano do Carangueijo, Gilberto Gomes, J. Lambreta, Manolo, Sacadura Cabral e Zé Gloria)                                                                                           | Max Lopes                                         | [ 157 ] [ 158 ]         |
| 2014                   | Campeã (Promovida)                              | Série A                                         | "Sou a Terra de Ismael, 'Guanabaran' eu vou cruzar... Pra você tiro o chapéu, Rio eu vim te abraçar" (Samba-enredo composto por Dudu Nobre, Diego Tavares, Zé Glória, Paulo Oliveira, Dílson Marimba, Junior Fragga, D. Oliveira, Arlindo Neto, LC e William Neves)                                                              | João Vitor Araújo                                 | [ 70 ] [ 159 ] [ 71 ]   |
| 2015                   | 12.º Lugar (Rebaixada)                          | Especial                                        | "Nas Veias do Brasil, É a Viradouro em um Dia de graça" (Composições de Luiz Carlos da Vila adaptadas por Gusttavo Clarão) | João Vitor Araújo                                 | [ 160 ] [ 161 ] [ 162 ] |
| 2016                   | 3.º Lugar                                       | Série A                                         | "O Alabê de Jerusalém: A Saga de Ogundana" (Samba-enredo composto por Paulo César Feital, Zé Glória, Felipe Filósofo, Maria Preta, Fabio Borges, William, Zé Augusto e Bertolo) | Max Lopes                                         | [ 163 ]                 |
| 2017                   | Vice-campeã                                     | Série A                                         | "...E Todo Menino É Um Rei" (Samba-enredo composto por Felipe Filósofo, Renan Gêmeo, Manolo, Fabio Borges, Claudio Mattos, Rodrigo Gêmeo, Anderson Lemos, Diego Nicolau e Marcello Bertolo) | Jorge Silveira                                    |                         |
| 2018                   | Campeã (Promovida)                              | Série A                                         | "Vira a Cabeça, Pira o Coração – Loucos Gênios da Criação" (Samba-enredo composto por Zé Glória, Lucas Macedo, William Lima, Gugu Psi, Lico Monteiro, Lucas Neves e Matheus Gaúcho) | Edson Pereira                                     | [ 164 ] [ 165 ]         |
| 2019                   | Vice-campeã                                     | Especial                                        | "Viraviradouro" (Samba-enredo composto por Renan Gêmeo, Bebeto Maneiro, Thiago Carvalhal, Ludson Areia, Júnior Filhão, Raphael Richaid, Ricardo Neves, Carlinhos Viradouro e Rodrigo Gêmeo) | Paulo Barros                                      | [ 166 ] [ 167 ]         |
| 2020                   | Campeã                                          | Especial                                        | "Viradouro de Alma Lavada" (Samba-enredo composto por Cláudio Russo, Paulo César Feital, Diego Nicolau, Júlio Alves, Dadinho, Rildo Seixas, Manolo, Anderson Lemos e Carlinhos Fionda) | Marcus Ferreira e Tarcisio Zanon                  | [ 168 ]                 |
| 2021                   | Não houve desfile devido a pandemia de Covid-19 | Não houve desfile devido a pandemia de Covid-19 | Não houve desfile devido a pandemia de Covid-19 | Não houve desfile devido a pandemia de Covid-19   | [ 169 ]                 |
| 2022                   | 3.º Lugar                                       | Especial                                        | "Não há tristeza que possa suportar tanta alegria" (Samba-enredo composto por: Felipe Filósofo, Fabio Borges, Ademir Ribeiro, Devid Gonçalves, Lucas Marques e Porkinho) | Marcus Ferreira e Tarcísio Zanon                  | [ 170 ]                 |
| 2023                   | Vice-campeã                                     | Especial                                        | "Rosa Maria Egipcíaca" (Samba-enredo composto por: Cláudio Mattos, Dan Passos, Marco Moreno, Victor Rangel, Lucas Neves, Deco, Thiago Meiners, Valtinho Botafogo, Luis Anderson, Jefferson Oliveira e Bertolo) | Tarcísio Zanon                                    | [ 100 ]                 |
| 2024                   | Campeã                                          | Especial                                        | "Arroboboi, Dangbé" (Samba-enredo composto por: Claudio Mattos, Claudio Russo, Julio Alves, Thiago Meiners, Manolo, Anderson Lemos, Vinicius Xavier, Celino Dias, Bertolo e Marco Moreno) | Tarcísio Zanon                                    | [ 171 ]                 |
| 2025                   | 4.º Lugar                                       | Especial                                        | "Malunguinho: O Mensageiro de Três Mundos" (Samba-enredo composto por: Paulo César Feital, Inácio Rios, Marcio Andre Filho, Vitor Lajas, Vaguinho, Chanel e Igor Federal) | Tarcísio Zanon                                    | [ 172 ]                 |
| 2026                   |                                                 | Especial                                        | "Pra Cima, Ciça" | Tarcísio Zanon                                    | [ 173 ] [ 174 ]         |

## Títulos
| Títulos | Títulos                   | Títulos | Títulos | Títulos         |
| ------- | ------------------------- | ------- | --- | --------------- |
| Divisão | Divisão                   | Títulos | Temporadas                                                                                                  | Ref.            |
|         | Grupo Especial            | 3       | 1997, 2020, 2024                                                                                            | [ 10 ] [ 175 ]  |
|         | Grupo de Acesso A         | 3       | 1990, 2014, 2018                                                                                            | [ 176 ]         |
|         | Grupo de Acesso B         | 1       | 1989 | [ 177 ]         |
|         | Grupo Especial de Niterói | 18      | 1949, 1950, 1952, 1953, 1956, 1957, 1958, 1959, 1962, 1963, 1971, 1973, 1974, 1980, 1981, 1982, 1983 e 1984 | [ 178 ] [ 179 ] |

## Premiações
A Viradouro é vencedora de diversas premiações, como o Estandarte de Ouro (O Globo), considerado o "óscar do carnaval carioca"; Tamborim de Ouro (O Dia); Troféu Tupi (Super Rádio Tupi); S@mba-Net; Estrela do Carnaval; Prêmio SRzd; Gato de Prata; Troféu Sambario; entre outras.

## Segmentos

### Presidentes

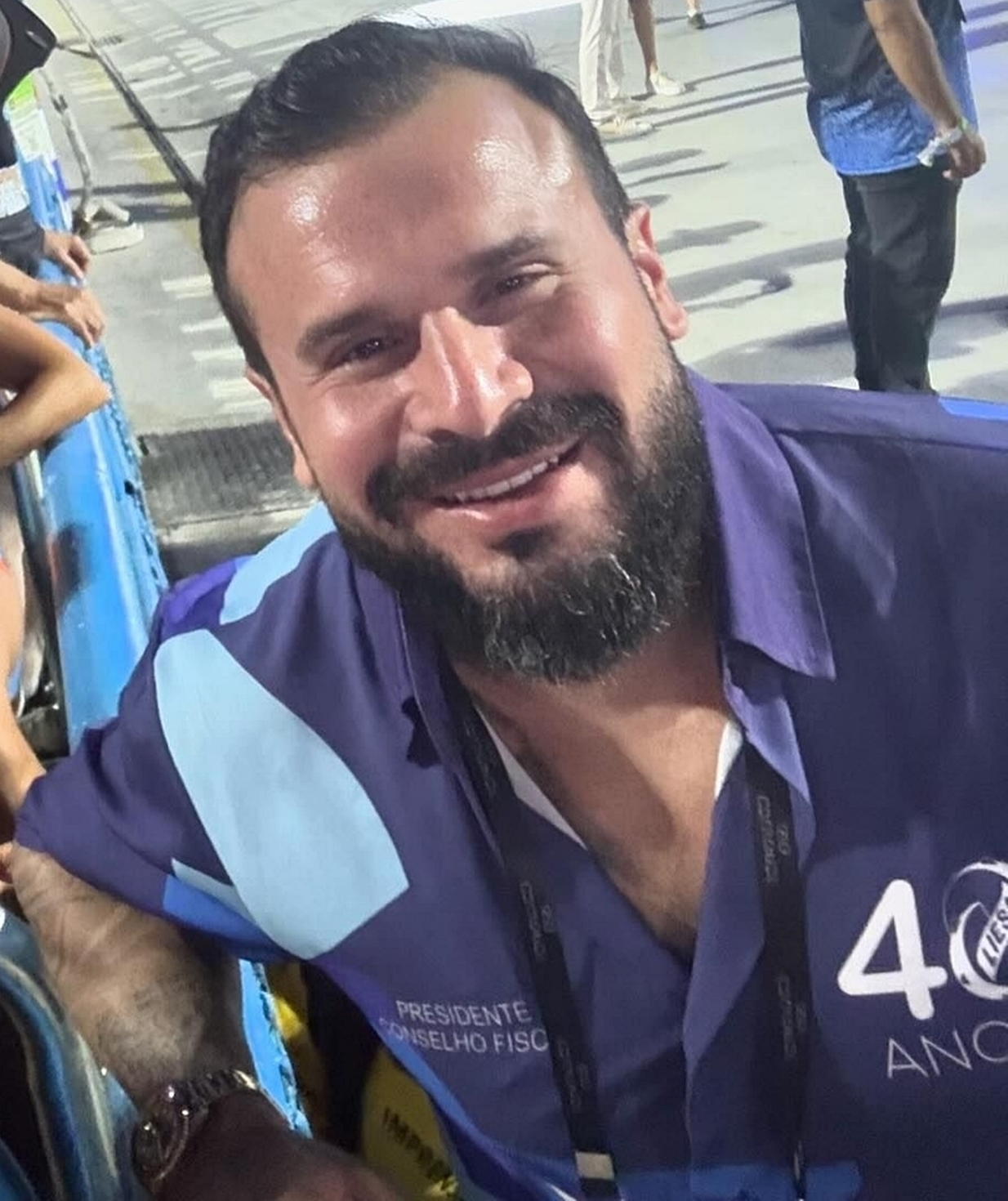
Marcelinho Calil assumiu a Viradouro em 2017

| Presidentes                  | Período       | Ref.            |
| ---------------------------- | ------------- | --------------- |
| José Carlos Monassa Bessil   | 1990-1994     | [ 180 ] [ 181 ] |
| Ito Machado                  | 1995          | [ 181 ] [ 182 ] |
| Luiz Henrique Monassa Bessil | 1996-1998     | [ 181 ] [ 183 ] |
| José Carlos Monassa Bessil   | 1999-2005     | [ 181 ] [ 184 ] |
| Marco Lira                   | 2006-2010     | [ 181 ] [ 185 ] |
| Gusttavo Clarão              | 2011-2017     | [ 181 ] [ 186 ] |
| Marcelinho Calil             | 2017-2023     | [ 187 ] [ 188 ] |
| Hélio Nunes                  | 2023-presente | [ 189 ]         |

### Intérpretes

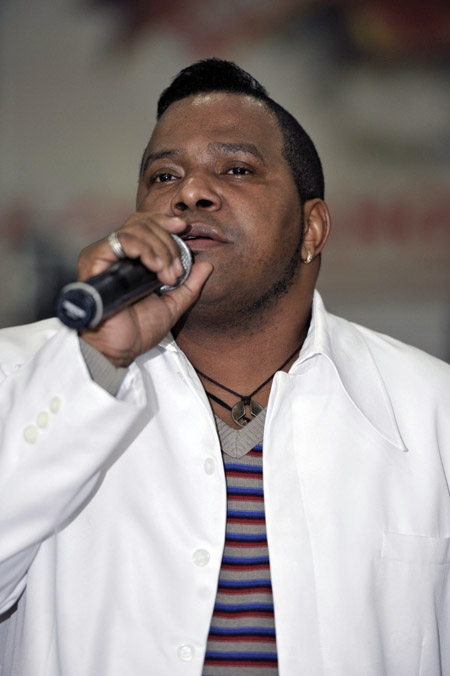
Wander Pires é o atual intérprete da Viradouro.

| Intérpretes                                                  | Carnavais     | Ref.            |
| ------------------------------------------------------------ | ------------- | --------------- |
| Silvinho da Portela                                          | 1980–1984     | [ 190 ]         |
| Quinzinho                                                    | 1990–1993     | [ 191 ]         |
| Rico Medeiros                                                | 1994–1995     | [ 192 ]         |
| Nêgo Martins                                                 | 1996          | [ 193 ]         |
| Dominguinhos do Estácio                                      | 1997–2007     | [ 194 ]         |
| Nêgo                                                         | 2008          | [ 195 ]         |
| David do Pandeiro                                            | 2009          | [ 196 ]         |
| Wander Pires                                                 | 2010          | [ 197 ]         |
| Silas Leleu, Diego Nicolau, Gilberto Gomes e Niu Souza       | 2011–2012     | [ 198 ]         |
| Diego Nicolau, Gilberto Gomes, Niu Souza e David do Pandeiro | 2013          | [ 196 ] [ 198 ] |
| Zé Paulo Sierra                                              | 2014–2023     | [ 199 ] [ 200 ] |
| Wander Pires                                                 | 2024–presente | [ 201 ] [ 202 ] |

### Mestre-sala e porta-bandeira

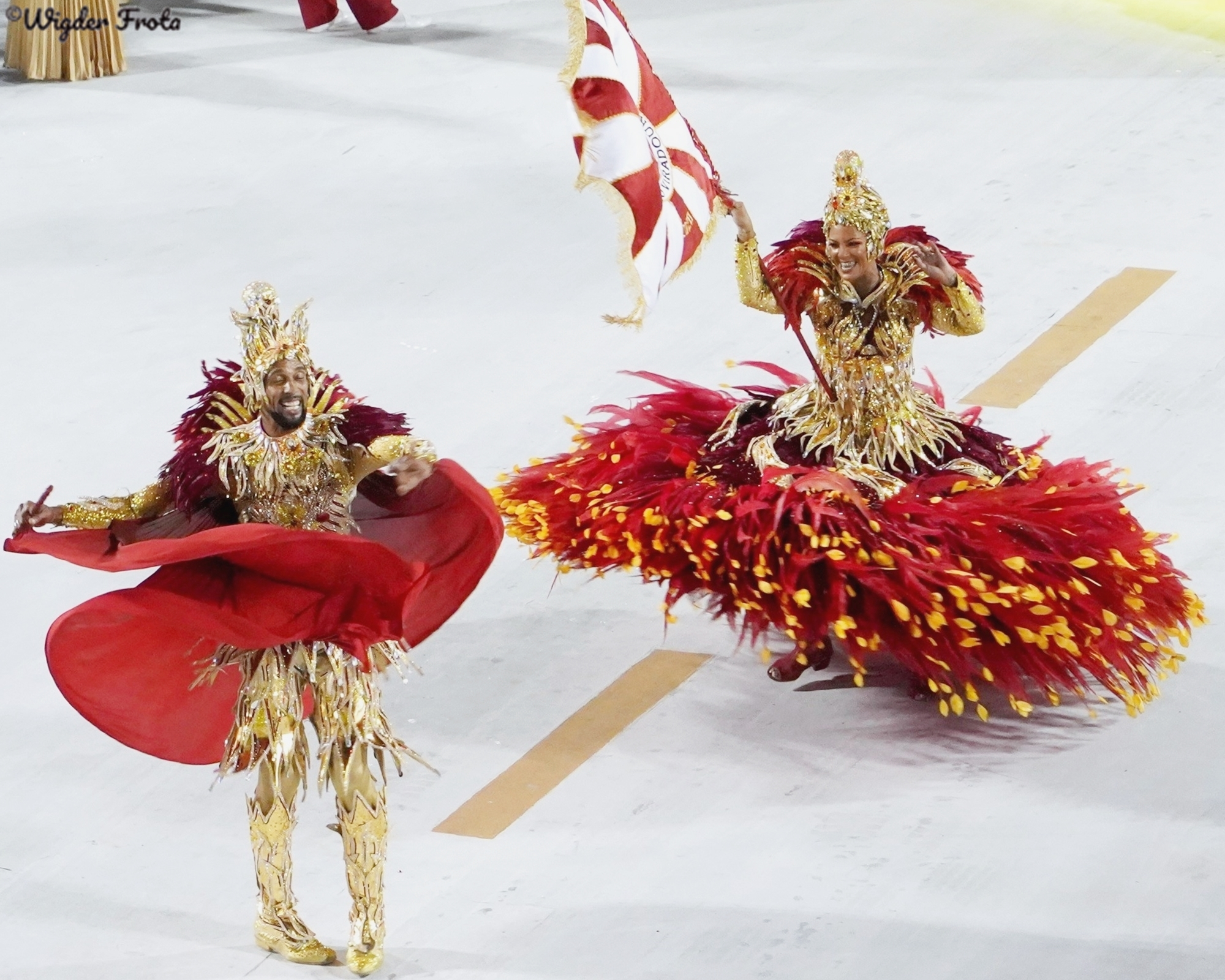
O atual primeiro casal da Viradouro, Julinho e Rute, no desfile campeão de 2020.

#### Primeiro casal
| Primeiro casal                      | Carnavais     | Ref.            |
| ----------------------------------- | ------------- | --------------- |
| Robson Sensação e Ana Paula         | 1991          | [ 180 ] [ 203 ] |
| Andrezinho e Patrícia Gomes         | 1992-2005     | [ 204 ] [ 205 ] |
| Julinho Nascimento e Patrícia Gomes | 2006          | [ 206 ] [ 207 ] |
| Julinho Nascimento e Simone Pereira | 2007          | [ 208 ] [ 209 ] |
| Raphael Rodrigues e Simone Pereira  | 2008          | [ 210 ] [ 211 ] |
| Robson Sensação e Ana Paula         | 2009-2011     | [ 212 ] [ 213 ] |
| Marcinho e Alessandra Chagas        | 2012          | [ 214 ] [ 215 ] |
| Marlon Flores e Alessandra Chagas   | 2013-2015     | [ 216 ] [ 217 ] |
| Marquinhos e Giovanna Justo         | 2016          | [ 218 ] [ 219 ] |
| Diego Machado e Alessandra Chagas   | 2017          | [ 220 ] [ 221 ] |
| Julinho Nascimento e Rute Alves     | 2018-presente | [ 222 ]         |

#### Segundo casal

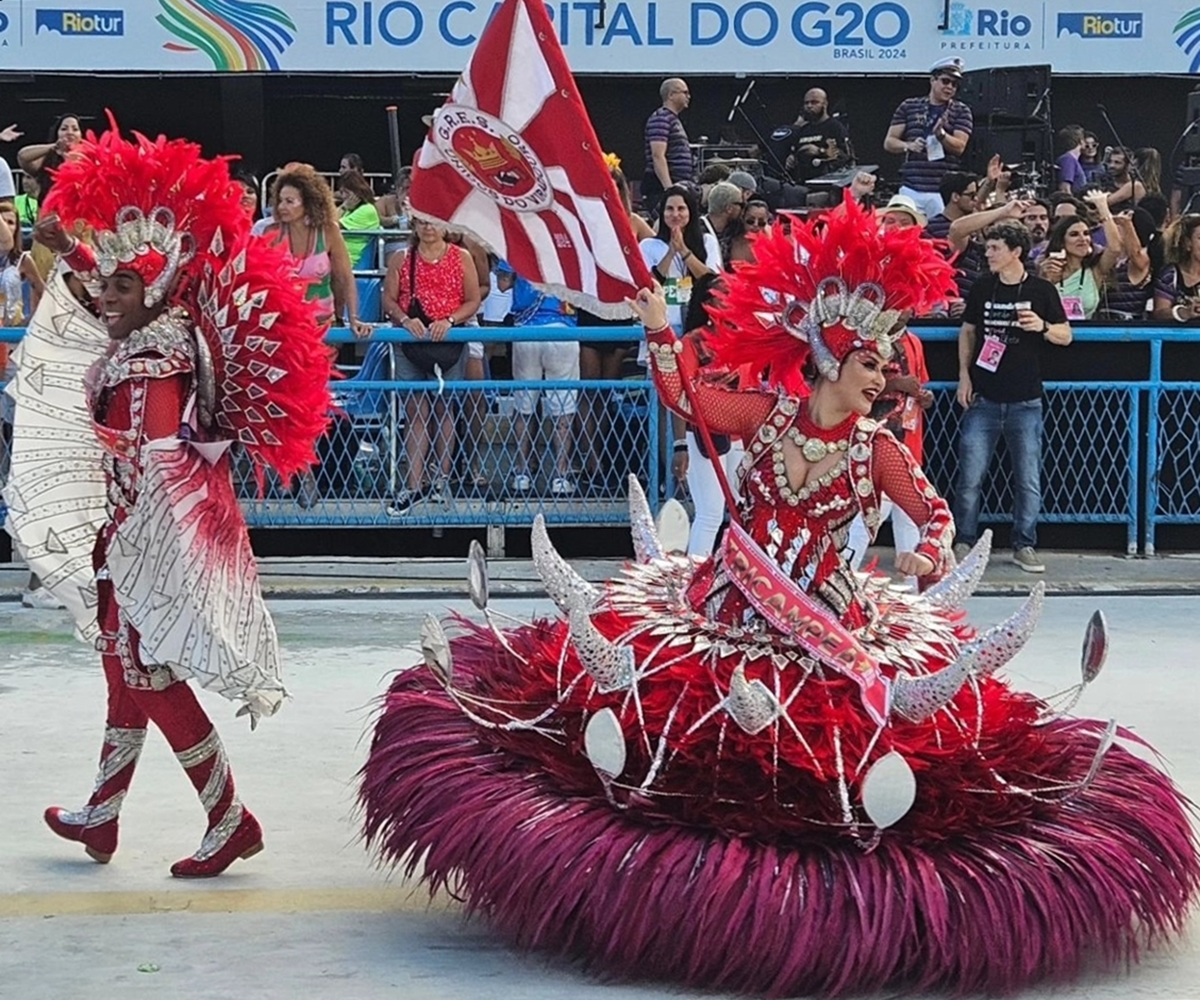
Thiaguinho e Amanda no desfile campeão de 2024. Os dois ocuparam o posto de segundo casal da Viradouro entre 2023 e 2025.

| Segundo casal                           | Carnavais     | Ref.            |
| --------------------------------------- | ------------- | --------------- |
| Chopinho e Vilma                        | 1991          | [ 203 ]         |
| Eduardo Bicudo e Ana Paula              | 1995          | [ 182 ]         |
| Alexandre Constantino e Simone Pereira  | 1997-2003     | [ 223 ]         |
| Marcinho Simpatia e Simone Pereira      | 2004- 2006    | [ 206 ]         |
| Marcinho Simpatia e Patrícia Cunha      | 2007-2008     | [ 210 ]         |
| Mauro Lima e Michelle Rocha             | 2009          | [ 212 ]         |
| Wanderson Sodré e Carla Rocha           | 2010          | [ 224 ]         |
| Wanderson Sodré e Mara Rosa             | 2011          | [ 213 ]         |
| Luan Castro e Bárbara Verçosa           | 2012          | [ 214 ]         |
| Jansen e Bárbara Verçosa                | 2013-2014     | [ 217 ] [ 225 ] |
| Carlos Eduardo e Bárbara Verçosa        | 2015          | [ 216 ]         |
| Clewerson Ribeiro e Bárbara Verçosa     | 2016          | [ 218 ]         |
| Douglas Valle e Bárbara Verçosa         | 2017          | [ 226 ]         |
| Roberto Vinícius e Alana Couto da Silva | 2018          | [ 227 ]         |
| Jeferson Souza e Amanda Poblete         | 2019-2022     | [ 228 ] [ 229 ] |
| Thiaguinho Mendonça e Amanda Poblete    | 2023-2025     | [ 230 ]         |
| Pietra Brum e Leonardo Thomé            | 2026-presente |                 |

#### Terceiro casal
| Segundo casal                   | Carnavais     | Ref.            |
| ------------------------------- | ------------- | --------------- |
| Diego Jenkins e Gislaine Lira   | 2019-2020     | [ 231 ] [ 229 ] |
| João de Oliveira e Duda Martins | 2022-2025     | [ 232 ]         |
| Cauã Silva e Clara Martins      | 2026-presente |                 |

### Bateria
A Bateria da Viradouro é denominada "Furacão Vermelho e Branco".

#### Mestres

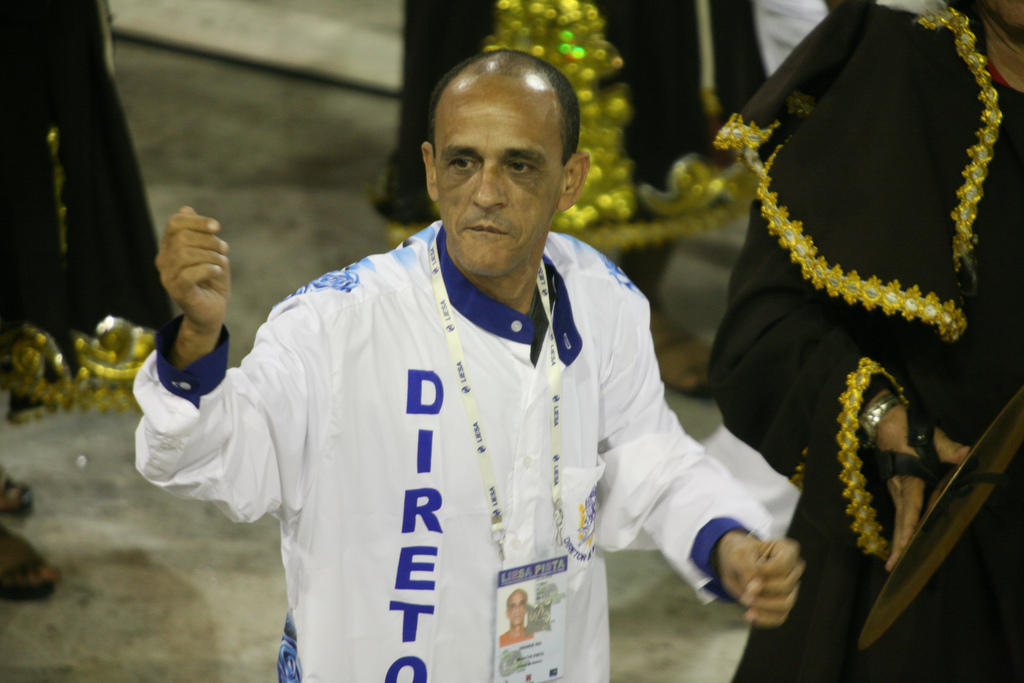
Mestre Ciça é o atual diretor de bateria da Viradouro.

| Diretores de bateria                                                    | Carnavais     | Ref.            |
| ----------------------------------------------------------------------- | ------------- | --------------- |
| Ricardo Araújo                                                          | 1990-1991     | [ 180 ] [ 203 ] |
| Paulinho Botelho                                                        | 1992-1995     | [ 182 ] [ 234 ] |
| Jorjão                                                                  | 1996 - 1998   | [ 183 ] [ 235 ] |
| Ciça                                                                    | 1999-2009     | [ 236 ] [ 212 ] |
| Jorjão                                                                  | 2010          | [ 237 ] [ 224 ] |
| Pablo                                                                   | 2011-2014     | [ 238 ] [ 239 ] |
| Gabriel Policarpo, Heros, Magrão, Thalita Santos, Thiago'z e Vini Lemos | 2015          | [ 240 ] [ 216 ] |
| Paulinho Botelho                                                        | 2016          | [ 234 ] [ 218 ] |
| Maurão                                                                  | 2017-2018     | [ 241 ]         |
| Ciça                                                                    | 2019-presente | [ 242 ]         |

#### Rainhas

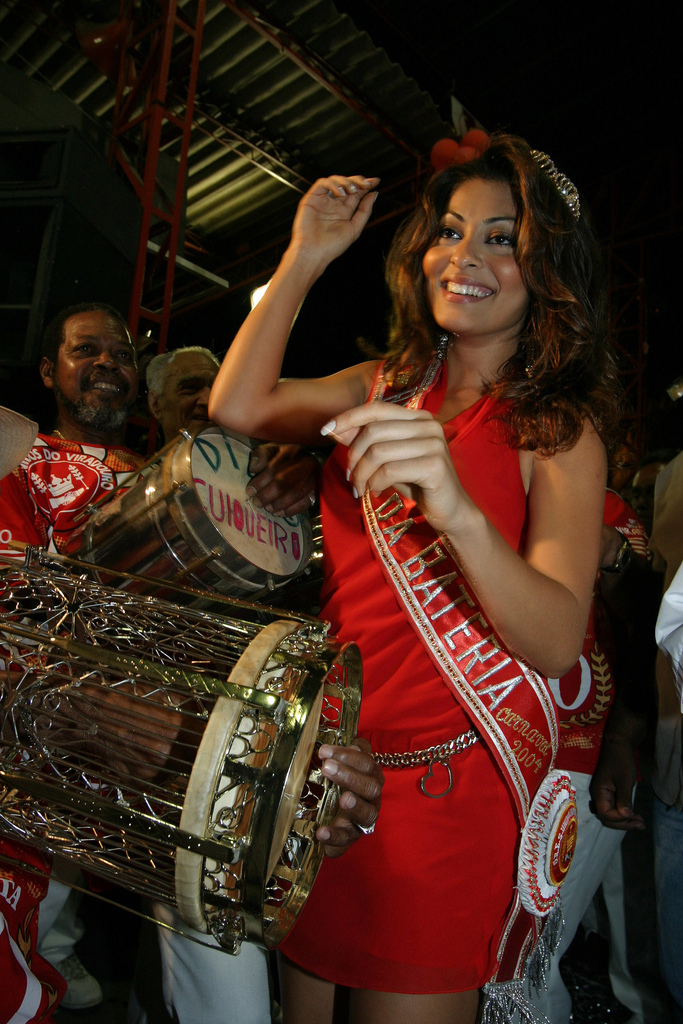
A atriz Juliana Paes foi rainha de bateria da Viradouro entre 2004 e 2008, retornando ao posto em 2026.

| Rainhas de bateria | Carnavais     | Ref.                    |
| ------------------ | ------------- | ----------------------- |
| Carla Abadi        | 1991          |                         |
| Patrícia Costa     | 1992-1998     | [ 243 ]                 |
| Luma de Oliveira   | 1999-2003     | [ 244 ]                 |
| Juliana Paes       | 2004-2008     | [ 245 ]                 |
| Juliane Almeida    | 2009          | [ 246 ]                 |
| Júlia Lira         | 2010          | [ 247 ]                 |
| Dany Bananinha     | 2011          | [ 248 ]                 |
| Patrícia Costa     | 2011          | [ 243 ]                 |
| Monique Alfradique | 2012          | [ 249 ] [ 250 ]         |
| Dandara Oliveira   | 2013          | [ 251 ] [ 252 ]         |
| Raíssa Machado     | 2014-2020     | [ 253 ] [ 254 ] [ 255 ] |
| Erika Januza       | 2022-2025     | [ 89 ] [ 256 ]          |
| Juliana Paes       | 2026-presente | [ 257 ]                 |

### Comissão de Frente

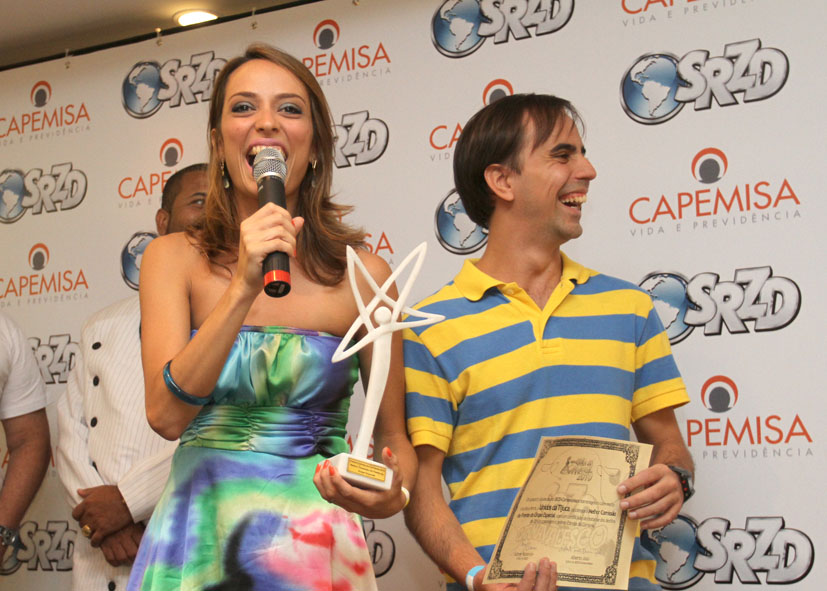
Priscilla Mota e Rodrigo Negri são os atuais coreógrafos da Comissão de Frente da Viradouro.

| Coreógrafos(as)                        | Carnavais     | Ref.            |
| -------------------------------------- | ------------- | --------------- |
| Lima                                   | 1991          | [ 180 ] [ 203 ] |
| Silvenir                               | 1992          | [ 204 ]         |
| Jorge Paes Leme                        | 1993-1994     | [ 258 ] [ 259 ] |
| Wilsão                                 | 1995          | [ 182 ] [ 260 ] |
| Jussara Pádua                          | 1996-2003     | [ 183 ] [ 261 ] |
| Deborah Colker                         | 2004-2006     | [ 262 ] [ 206 ] |
| Sérgio Lobato                          | 2007-2010     | [ 224 ] [ 208 ] |
| Fábio de Mello                         | 2011          | [ 213 ] [ 263 ] |
| Luciana Yegros                         | 2012-2014     | [ 264 ] [ 265 ] |
| Sérgio Lobato                          | 2015          | [ 216 ] [ 266 ] |
| Sylvio Lemgruber e Fernanda Misailidis | 2016          | [ 218 ] [ 267 ] |
| Anderson Rodrigues                     | 2017          | [ 268 ]         |
| Márcio Moura                           | 2018          | [ 227 ]         |
| Alex Neoral                            | 2019          | [ 231 ]         |
| Alex Neoral e Marcio Jahú              | 2020-2022     | [ 242 ]         |
| Priscilla Mota e Rodrigo Negri         | 2023-presente |                 |

### Direção de Carnaval
| Diretores de carnaval          | Carnavais     | Ref.            |
| ------------------------------ | ------------- | --------------- |
| Jorginho Harmonia              | 1991          | [ 203 ]         |
| Dejahyr dos Santos             | 1995          | [ 182 ]         |
| Dejahyr dos Santos             | 2003          | [ 223 ]         |
| Guilherme Nóbrega              | 2006          | [ 206 ]         |
| Saulo Tinoco                   | 2011          | [ 213 ]         |
| Bebeto, Celso Cordovil e Marco | 2012          | [ 214 ]         |
| Wilson Polycarpo               | 2013-2015     | [ 240 ]         |
| Wilsinho                       | 2016          | [ 234 ]         |
| Comissão                       | 2017          | [ 269 ]         |
| Alex Fab e Dudu Falcão         | 2018-2023     | [ 270 ] [ 242 ] |
| Alex Fab                       | 2024-presente |                 |

### Direção de Harmonia
| Diretores de harmonia                           | Carnavais     | Ref.            |
| ----------------------------------------------- | ------------- | --------------- |
| Dirceu                                          | 1991          | [ 203 ]         |
| Guilherme Nóbrega                               | 1995          | [ 182 ]         |
| Wanderley Borges                                | 2003          | [ 223 ]         |
| Guilherme Nóbrega                               | 2006          | [ 206 ]         |
| Jr. Schall, Vanderlei e Saulo                   | 2009          | [ 212 ]         |
| Saulo Tinoco                                    | 2011          | [ 213 ]         |
| Celso Cordovil                                  | 2012          | [ 214 ]         |
| Miltinho Souza e Gabriel Sequeira               | 2013-2016     | [ 240 ] [ 234 ] |
| Comissão                                        | 2017          | [ 269 ]         |
| Mauro Amorim                                    | 2018          | [ 270 ]         |
| Mauro Amorim e Washington Jorge                 | 2019          | [ 231 ]         |
| Mauro Amorim                                    | 2020-2022     | [ 242 ]         |
| Dudu Falcão, Jefferson Coutinho e Marcos Mendes | 2023-presente |                 |

## Discografia
Além das aparições nos álbuns de sambas-enredo, a Viradouro lançou os seguintes álbuns:
2006 - Os Sambas da Viradouro
2017 - Os Sambas que vão tocar seu Coração
2023 - Sambas históricos: Viradouro é minha Paixão
2024 - Glossário Musical: Pontos de Malunguinho